# Zugzielanzeiger

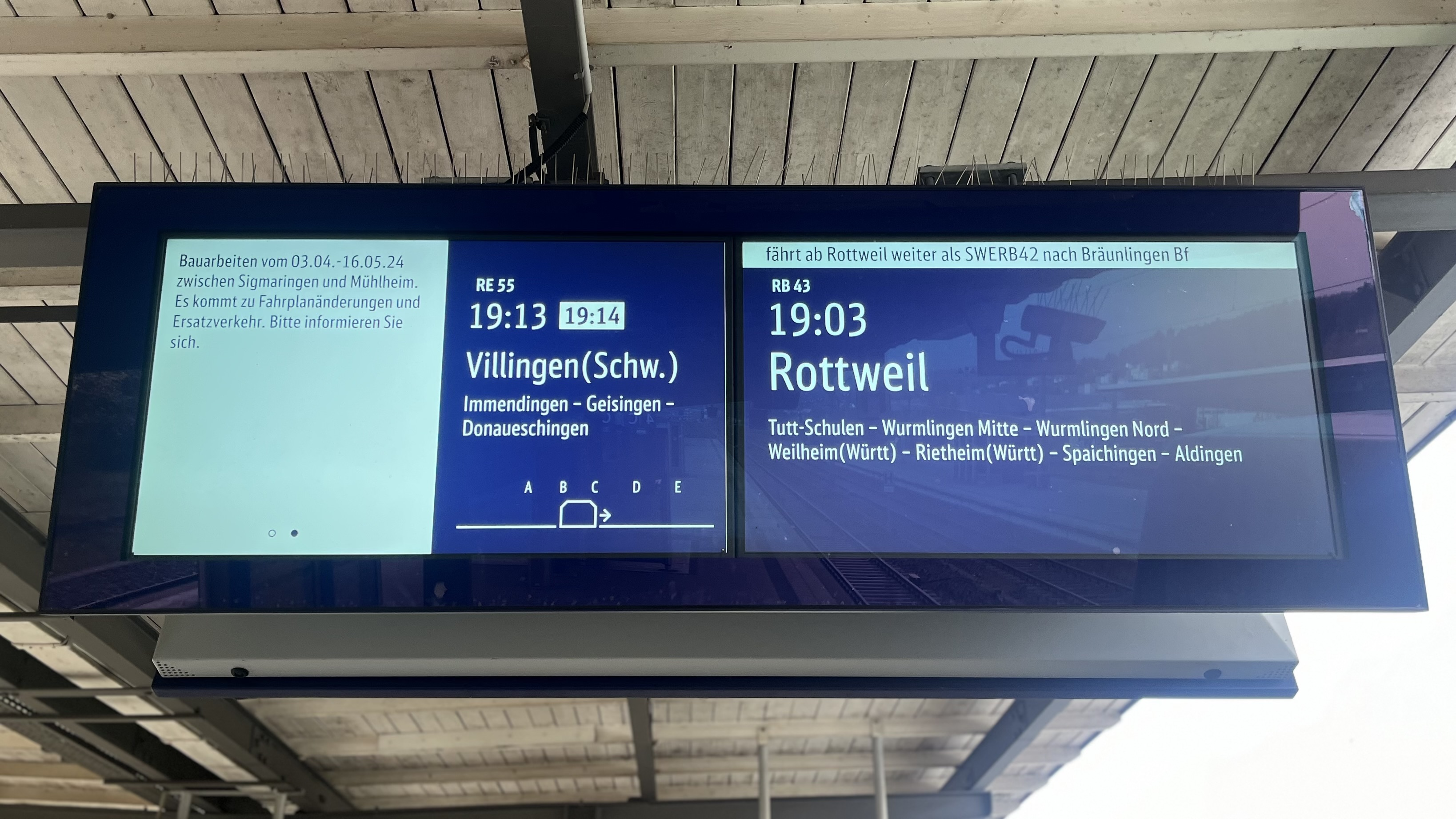
LED-Multizugzielanzeiger der Deutschen Bahn

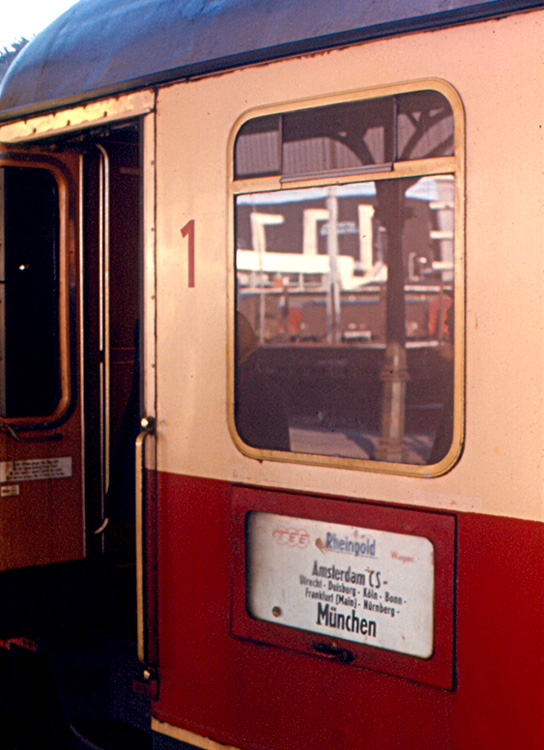
Zuglaufschild des TEE Rheingold (1970)

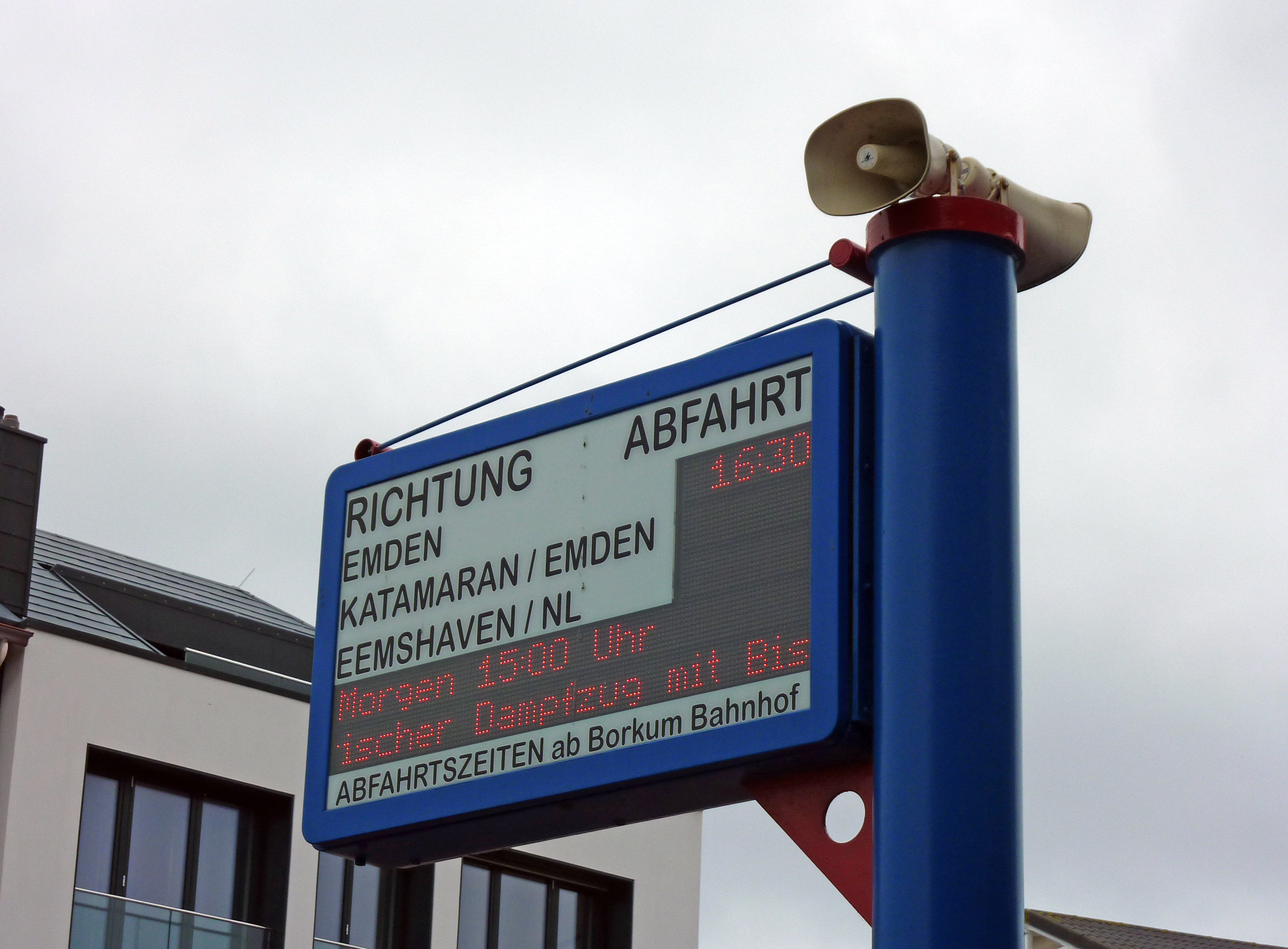
Anzeigetafel der Borkumer Kleinbahn

Zugzielanzeiger sind Anzeigetafeln, die Informationen über das Ziel ankommender oder abfahrender Züge und Ähnlichem anzeigen. Fahrgäste können sich mit ihrer Hilfe immer auf dem Laufenden halten, wenn die Anzeiger aktualisiert werden. Man findet sie auf Personenbahnhöfen mit Umsteigemöglichkeit sowie (dann als Fahrtzielanzeiger bezeichnet) an Haltestellen von S-Bahnen, Bussen und Vergleichbarem. Darüber hinaus können sie auch an genannten Verkehrsmitteln angebracht sein. Je nach Ausführung können sie sowohl aus einem variablen als auch aus einem konstanten Bereich bestehen.
Der Vorläufer moderner Anzeigetafeln an Fahrzeugen ist das Zuglaufschild, kurz Laufschild. Solche Schilder bestanden ursprünglich aus Blech und waren außen an den Eisenbahnwagen angebracht. Vergleichbare, jedoch deutlich kleinere Schilder wurden in den Einstiegsräumen angebracht. Sie dienten insbesondere dazu, um Kurswagen für durch den Wagenzug gehende Reisende erkennbar zu machen. Dabei wurde oft eine Fahrtrichtung auf der Vorder- und die Gegenrichtung auf der Rückseite gedruckt; die Tafeln konnten für die Rückfahrt einfach umgedreht werden. Später kamen Kunststoffschilder in Gebrauch, wegen der steigenden Fahrgeschwindigkeit wurden für die Zuglaufschilder abdeckbare Vertiefungen in die Seitenwände eingelassen. Als Ersatz für beide Formen wurden die der kleinen Form in den 1990er Jahren an den Innenseiten der Einstiegstürfenster angebracht. Diese finden jedoch kaum noch Verwendung, da sie durch elektronische Anzeigen an und in den Reisezugwagen ersetzt werden.

## Zugzielanzeiger an Bahnhöfen und Haltestellen
Auf Bahnhöfen hängen sie meist an den Gleiszugängen (zum Beispiel Ausgängen von Unterführungen usw.) oder über die komplette Länge der Bahnsteige verteilt. Dabei können sie folgende Informationen anzeigen:
- Bezeichnung des Gleises (zum Beispiel Gleis 10a oder Gleis 9 Nord)
- Ankunfts- oder Abfahrtszeit
- Zuggattungen (ICE, IC, IRE, RE, RB, S usw.)
- Zugnummer oder Liniennummer
- Ziel (Endstation) des Zuges
- (ausgesuchte) Zwischenhalte
- Wagenstandanzeiger (insbesondere für Fernverkehrszüge)
- ggf. Verspätungszeiten,
- ggf. sonstige Hinweise: wie Qualitätsabweichungen (geänderte Wagenreihungen, fehlender Speisewagen, fehlende Reservierungen …), Hinweise über Zugausfälle.

Bei der Deutschen Bahn kommt seit 2015 ein Multizuglayout mit der Angabe von Folgezügen zur Anwendung, wobei die Bezeichnung des Gleises seit 2022 nicht mehr angezeigt wird.

### Bauformen

#### Mechanische Zugzielanzeiger
Bereits seit dem 19. Jahrhundert wurden mechanische Zugzielanzeiger verwendet. Dies waren ausklappbar an einem Mast angebrachte rechteckigen Tafeln mit Fahrtzielangaben. Die in der Grundstellung nicht einsehbaren Tafeln wurden zum Anzeigen mit einer Zugstange in die lesbare Stellung ausgeklappt. Wegen dieser Mechanik wurden diese Geräte landläufig auch als Hampelmann bezeichnet. Auf größeren Bahnhöfen wurden die Zugzielanzeiger so ausgelegt, dass mehrere Tafeln gleichzeitig ausgeklappt werden konnten, womit sich beispielsweise neben dem Fahrtziel auch die Zuggattung anzeigen ließ. Vielfach sind die mechanischen Zugzielanzeiger inzwischen durch modernere und ferngestellte Anzeigetafeln ersetzt worden.

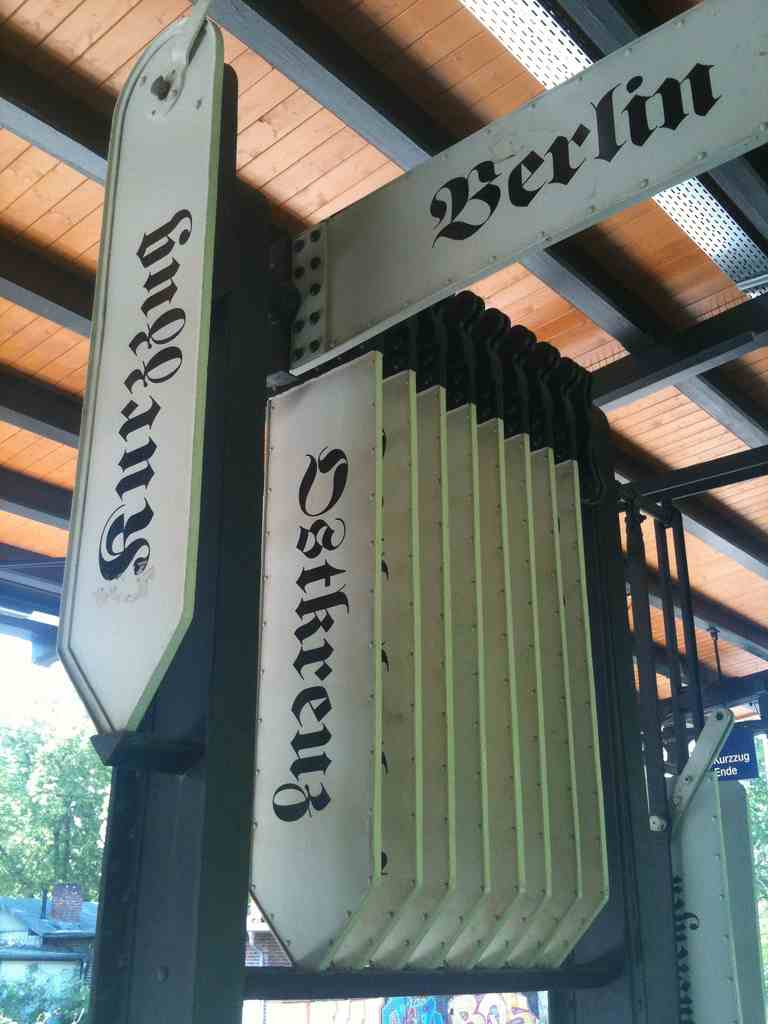
»Hampelmann« im S-Bahnhof Berlin-Wilhelmshagen
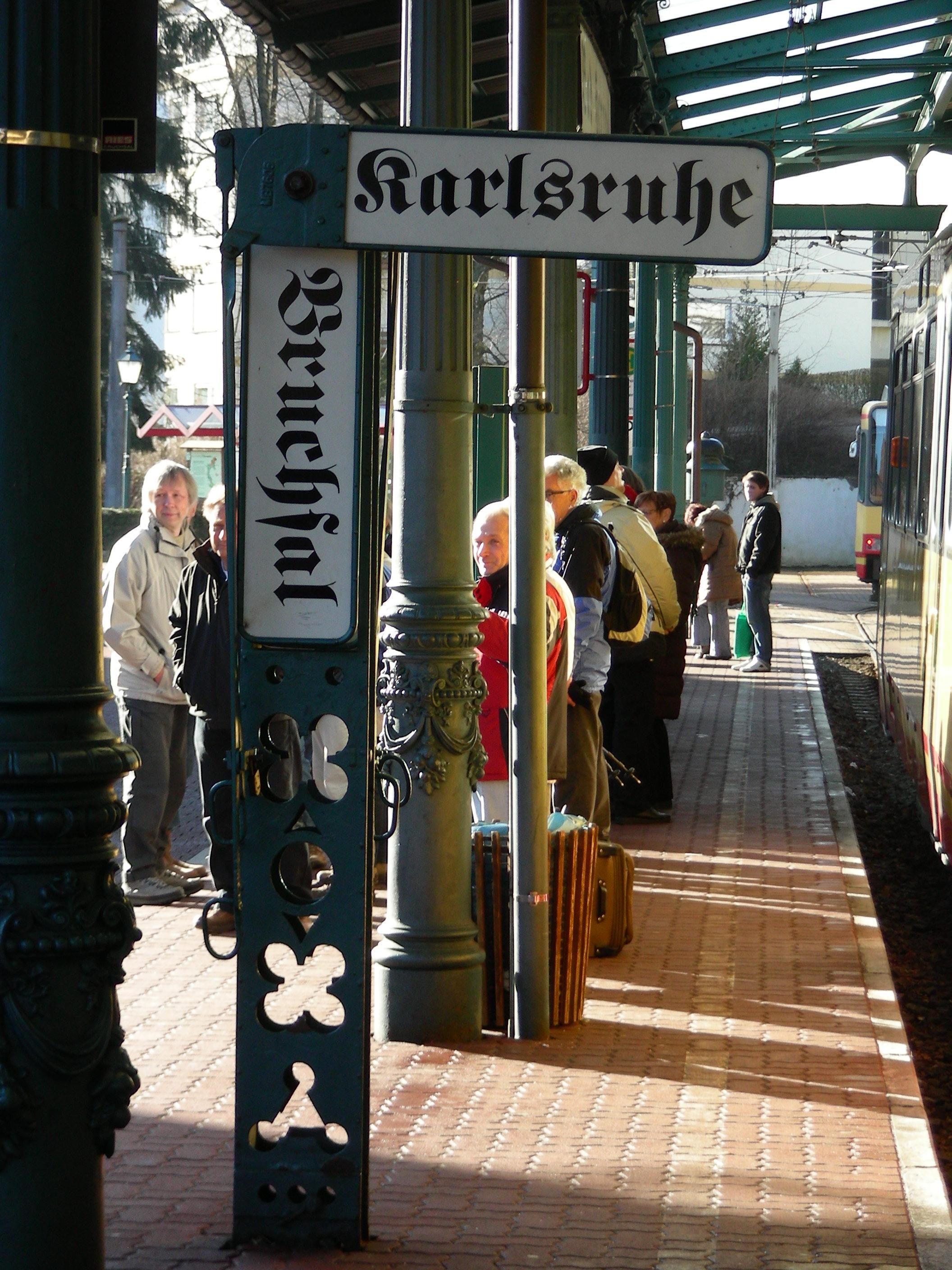
Historischer Zugzielanzeiger im Bahnhof Bad Herrenalb
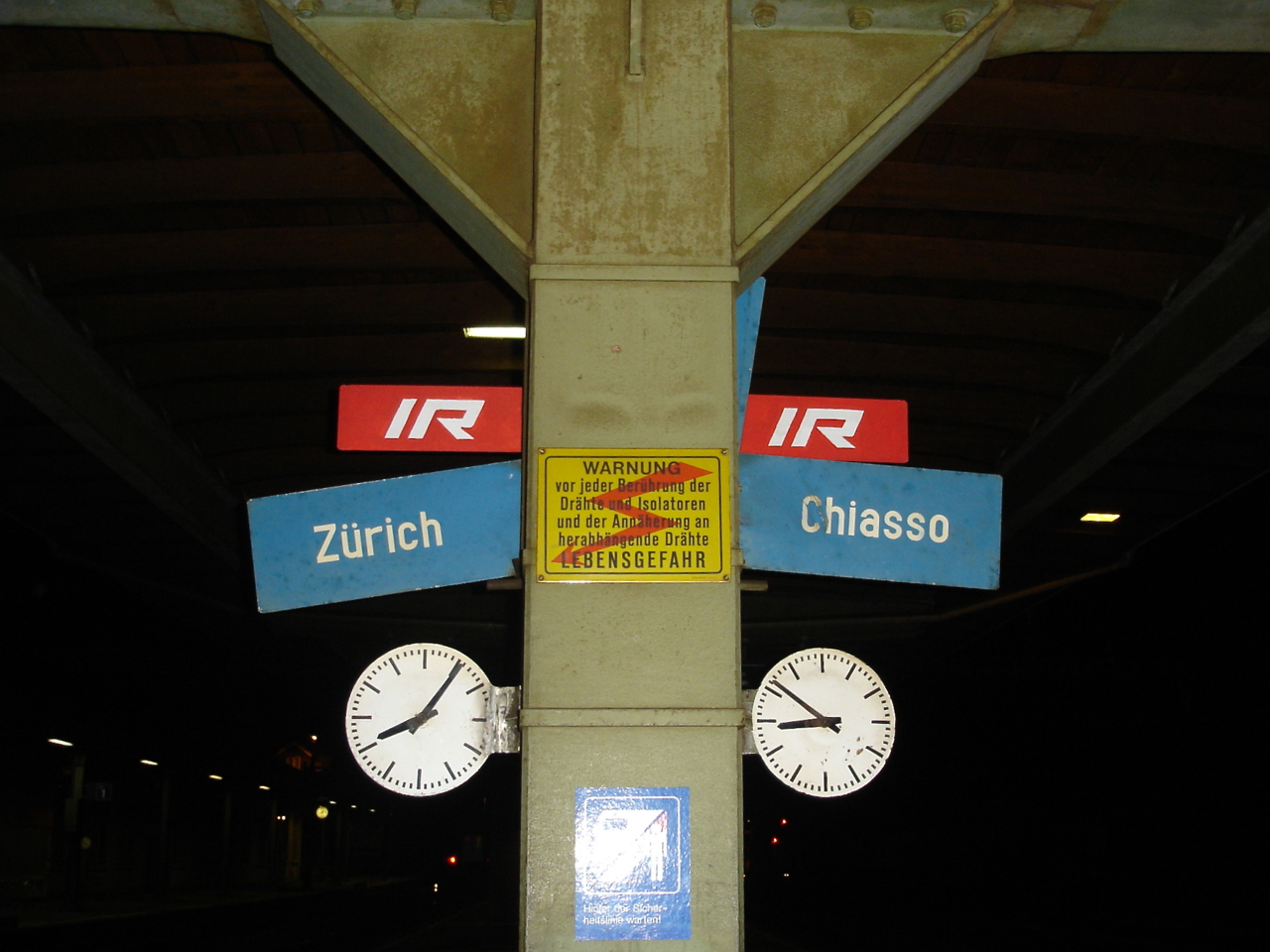
SBB-Zugzielanzeiger in Göschenen, 2005
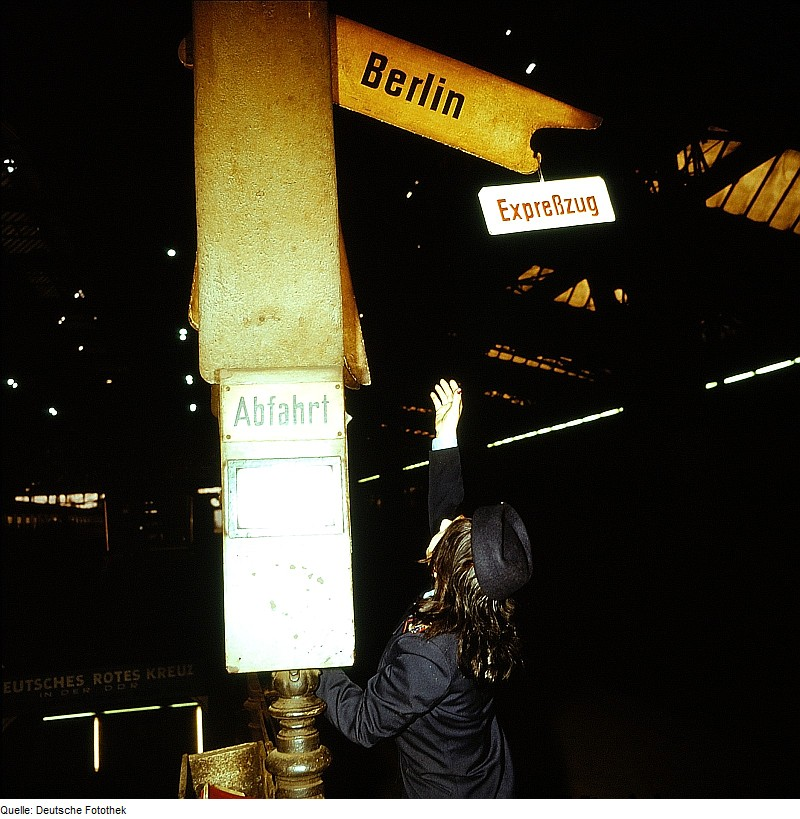
Eine Eisenbahnerin hängt den Zusatz „Expreßzug“ im Hauptbahnhof Dresden an (ca. 1975)

#### Glasscheiben mit Leuchtstoffröhren
Zugzielanzeiger der Deutschen Reichsbahn bestanden oft in kleineren und mittelgroßen Bahnhöfen aus vorn oder hinten bedruckten Glastafeln, in denen Leuchtstofflampen hinter der betreffenden Scheibe aufleuchteten, um das Ziel eines Zuges zu signalisieren. Der einfachen und günstigen Bauweise stehen Nachteile gegenüber: Beim Ausfall der Leuchtstofflampe fällt die Information aus und bei Linienänderungen müssen die betreffenden Tafeln ausgetauscht werden. Trotzdem wird diese Art Zugzielanzeiger teilweise noch verwendet. Auch im Nahverkehr außerhalb der DDR wurde diese Technik verwendet, zum Beispiel bei der Berliner und Hamburger U-Bahn. Im September 2012 waren bei der S-Bahn Berlin solche Anzeiger auf dem Nordteil der Linie S1 – ab Wilhelmsruh nordwärts – noch im Betrieb, weil die Umstellung zwar geplant, aber noch nicht erfolgt war.
- DDR-Variante mit Leuchtstoffröhren in Leinefelde; an den verschiedenen Schriftarten lassen sich Änderungen erkennen
- Zugzielanzeiger in DDR-Bauweise im Bahnhof Magdeburg-Buckau

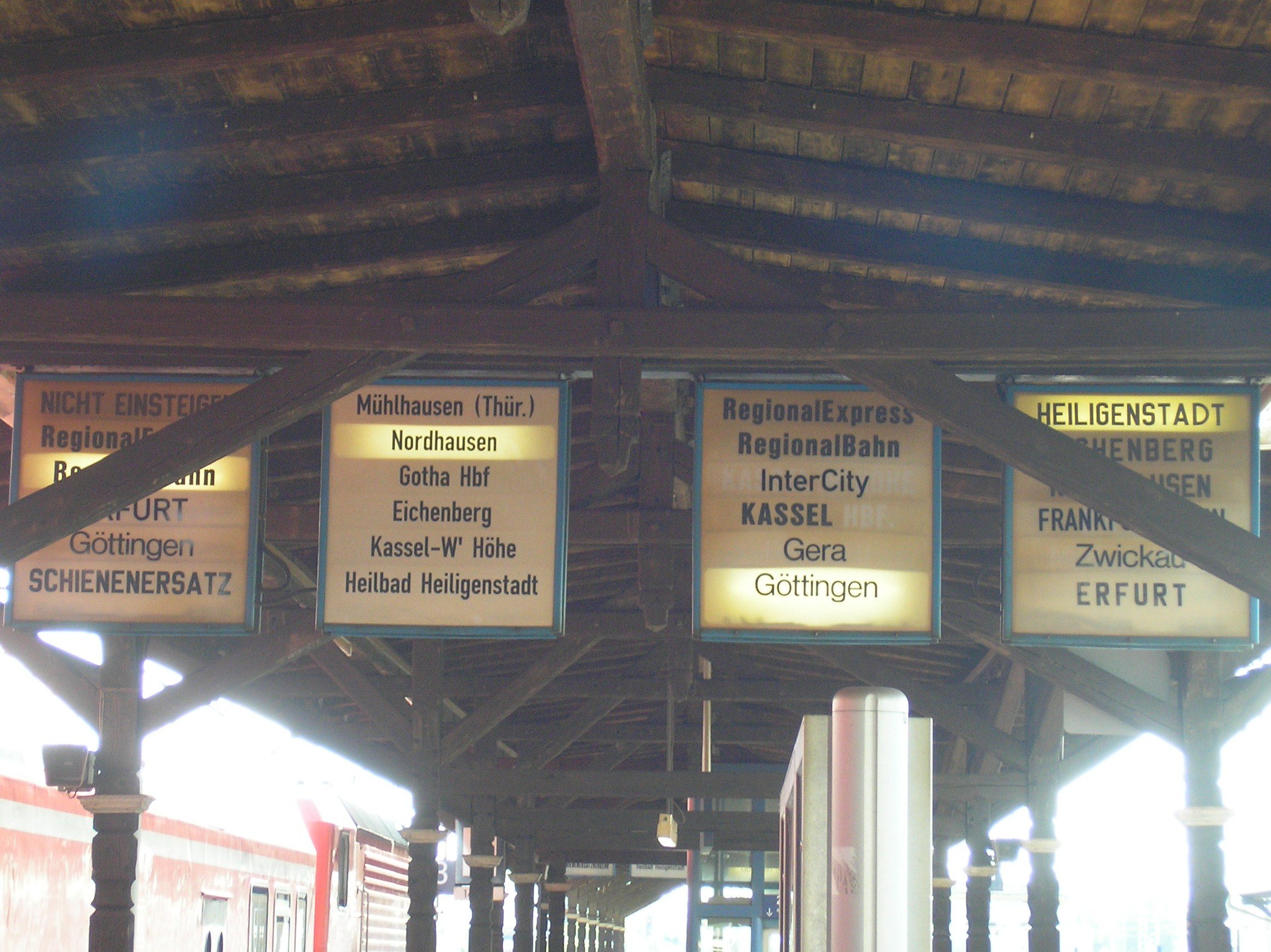
DDR-Variante mit Leuchtstoffröhren in Leinefelde; an den verschiedenen Schriftarten lassen sich Änderungen erkennen
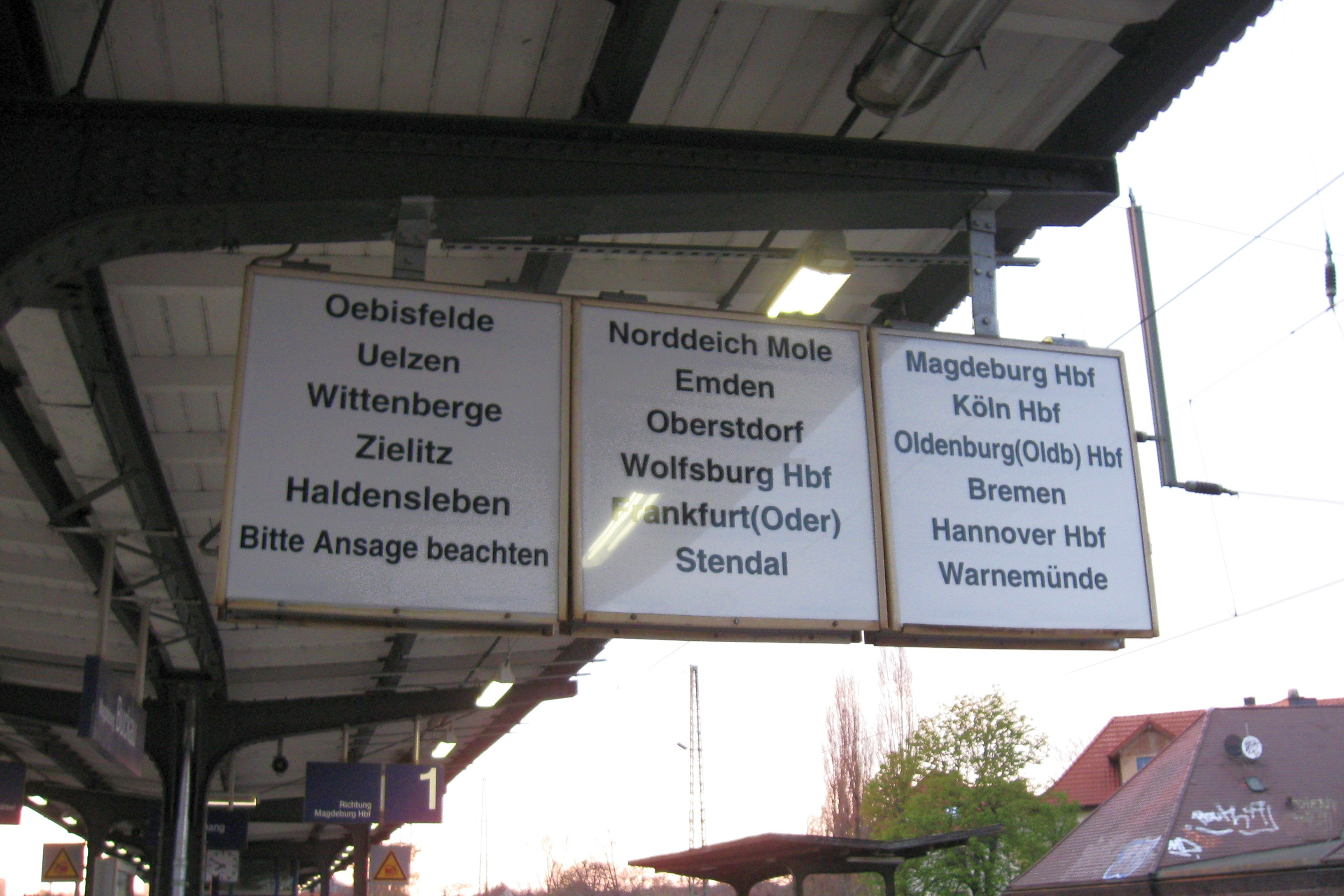
Zugzielanzeiger in DDR-Bauweise im Bahnhof Magdeburg-Buckau
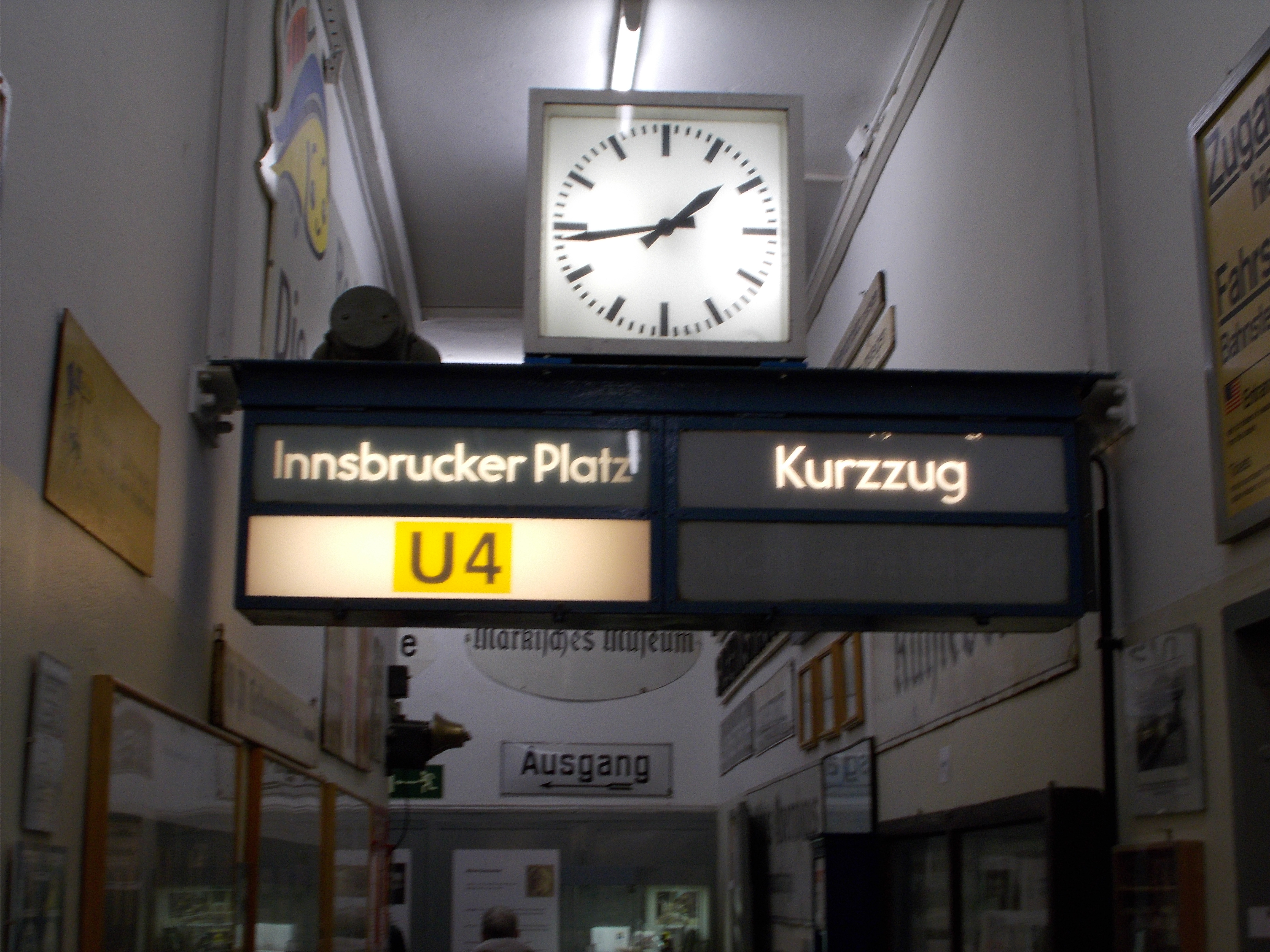
Anzeigetafel der West-Berliner U-Bahn-Linie 4 im Berliner U-Bahn-Museum

#### Rollbandanzeiger
Bis in die jüngste Zeit waren Rollbandanzeiger weit verbreitet. Neben einzelnen Bändern für die Abfahrtszeit wurden alle Daten eines Zuglaufs auf einer Position des Rollbandes dargestellt. Das bedingte den Austausch des gesamten Rollbandes oder das Überkleben der entsprechenden Bandposition bei neuen Zugläufen. Daher wurde diese Anzeigeform auf größeren Bahnhöfen schon früh durch Fallblattanzeiger ersetzt. Vorteilhaft ist die gute Lesbarkeit und der Energiebedarf nur beim Umstellen.

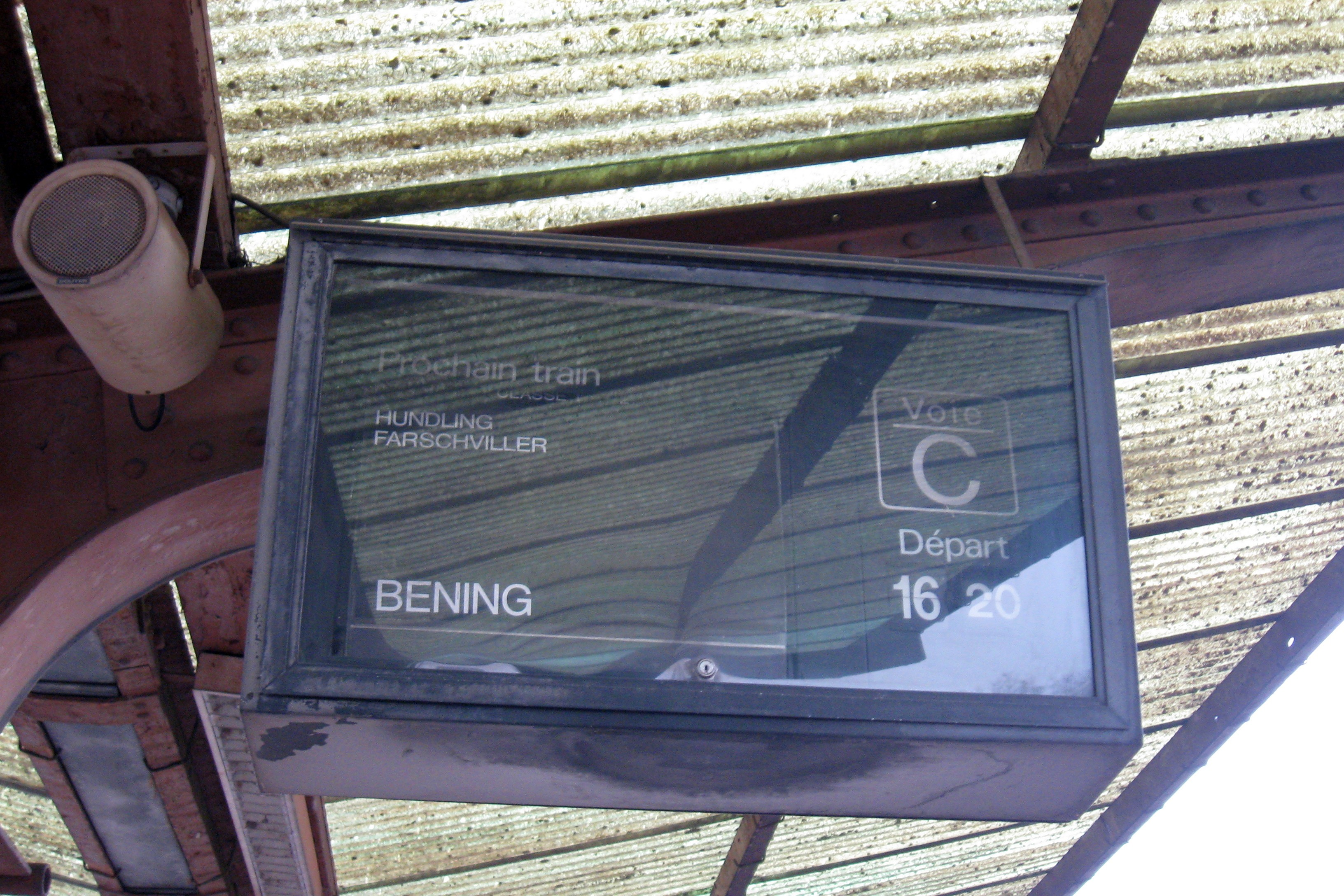
Rollbandanzeiger im Bahnhof Sarreguemines, Frankreich
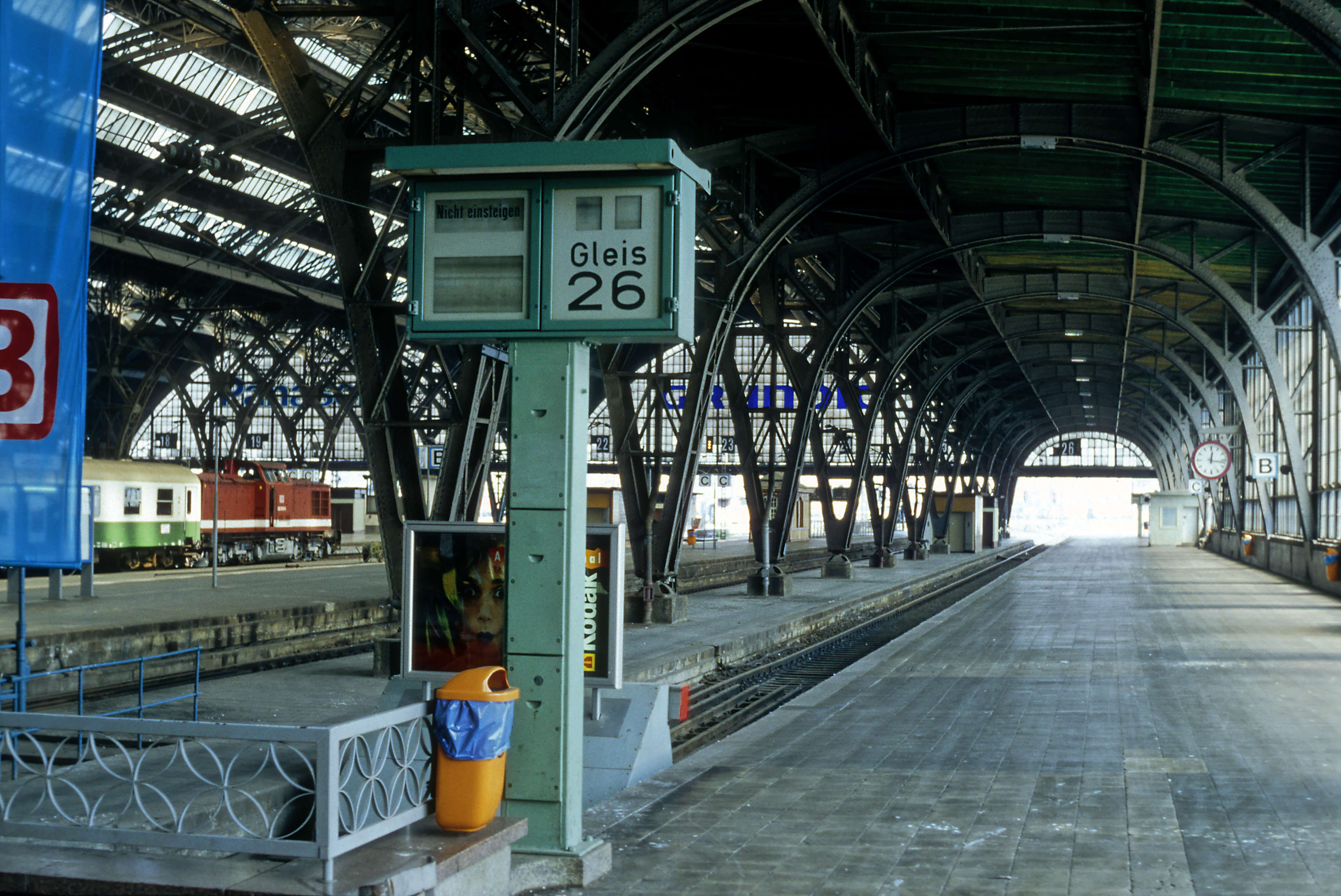
Rollbandanzeiger im Bahnhof Leipzig Hbf in Ruhelage

- Rollbandanzeiger im Bahnhof Sarreguemines, Frankreich
- Rollbandanzeiger im Bahnhof Leipzig Hbf in Ruhelage

#### Fallblattanzeiger
Fallblattanzeiger bestehen aus rotierenden bedruckten Karten, um Informationen anzuzeigen. Dabei ist der Anzeiger auf festgelegte Begriffe, Buchstaben und Zahlen beschränkt. Die Anzahl und die Anordnung der angezeigten Informationen richten sich nach Anzahl und Anordnung der einzelnen Fallblatt-Register. Neben dieser geringen Flexibilität und einem hohen mechanischen Verschleiß bieten sie aber eine optimale Lesbarkeit. Manchmal klemmen allerdings die Karten, die Information wird dadurch unlesbar oder es werden falsche Ziele angezeigt. Diese werden gerne fotografisch festgehalten.

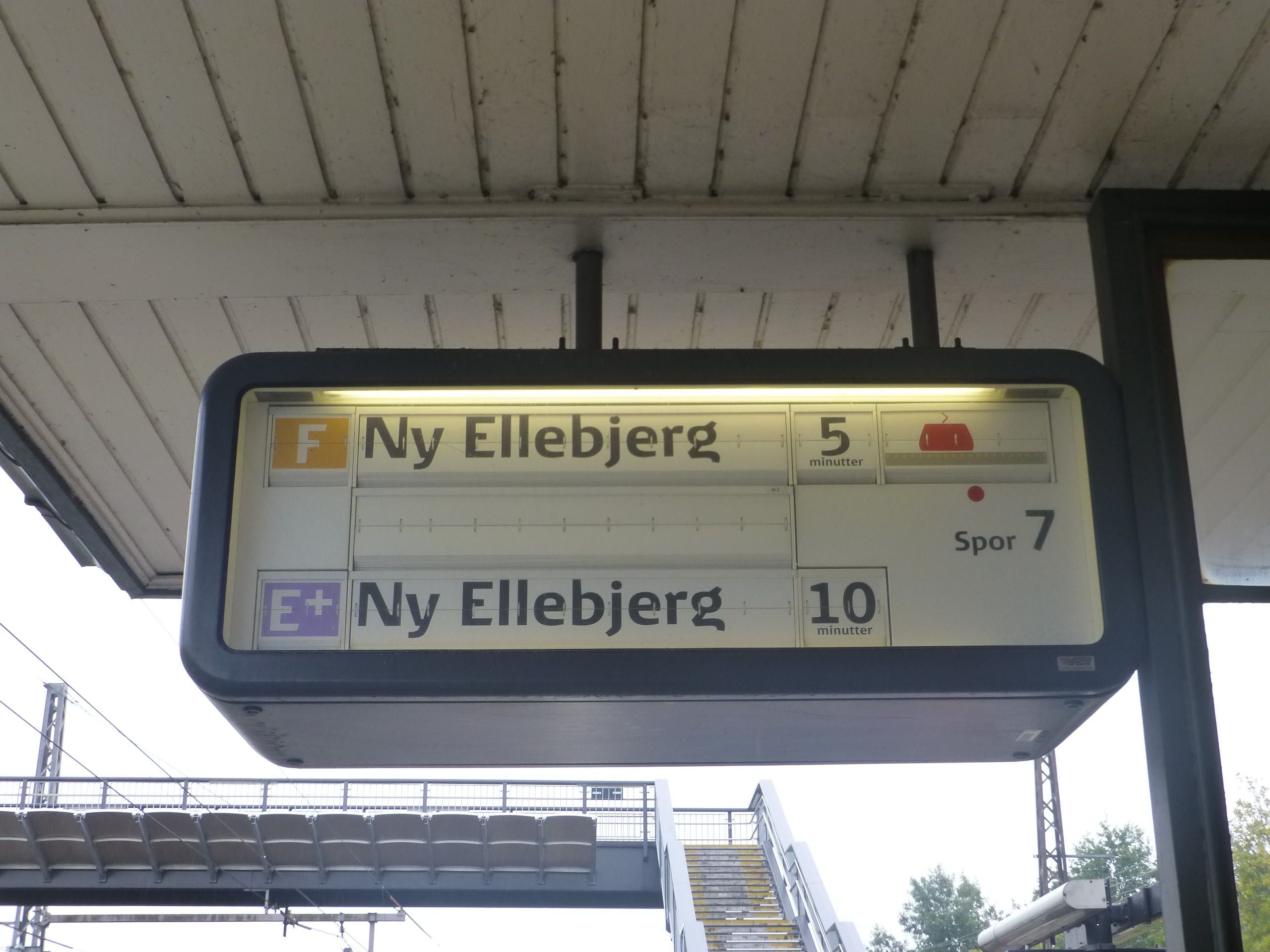
Dänemark: Kopenhagen-Hellerup
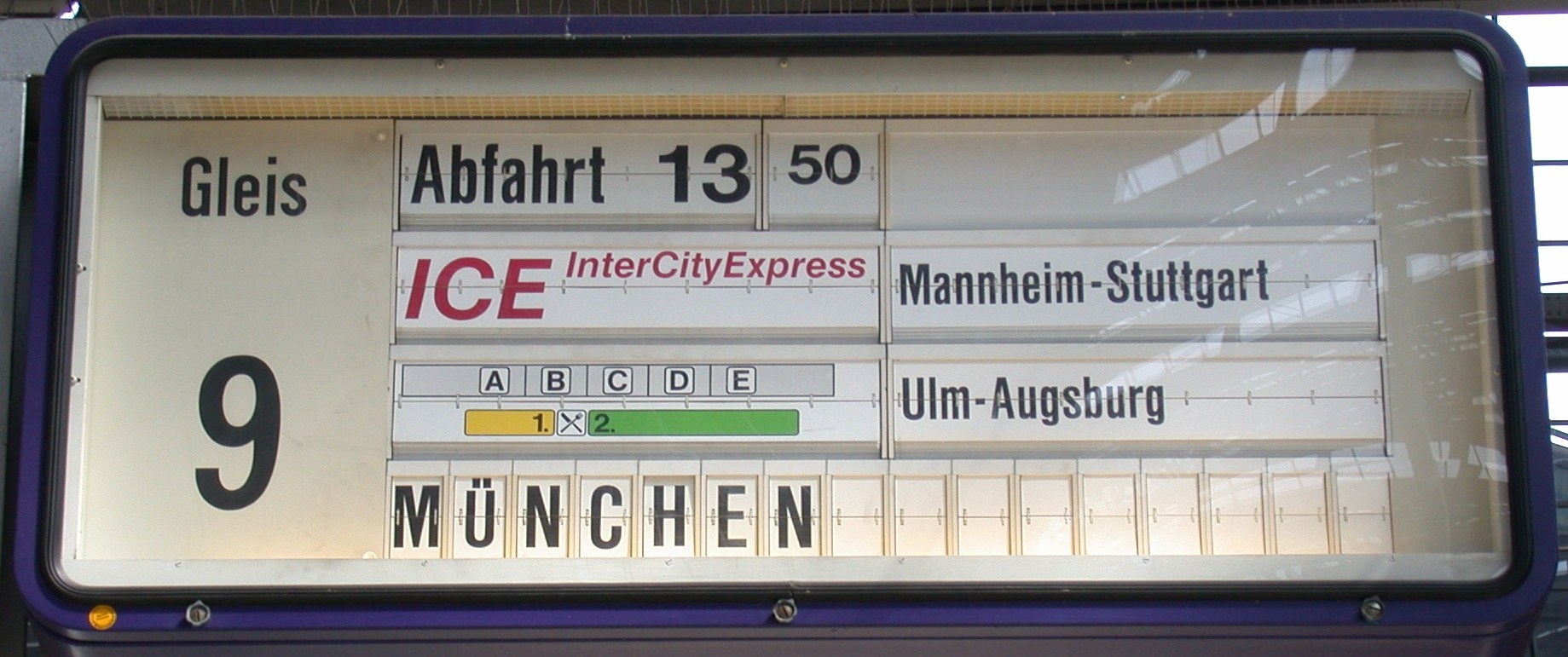
Deutschland: Frankfurt (Main) Hbf (Deutsche Bahn, Typ AEG, bis September 2005)
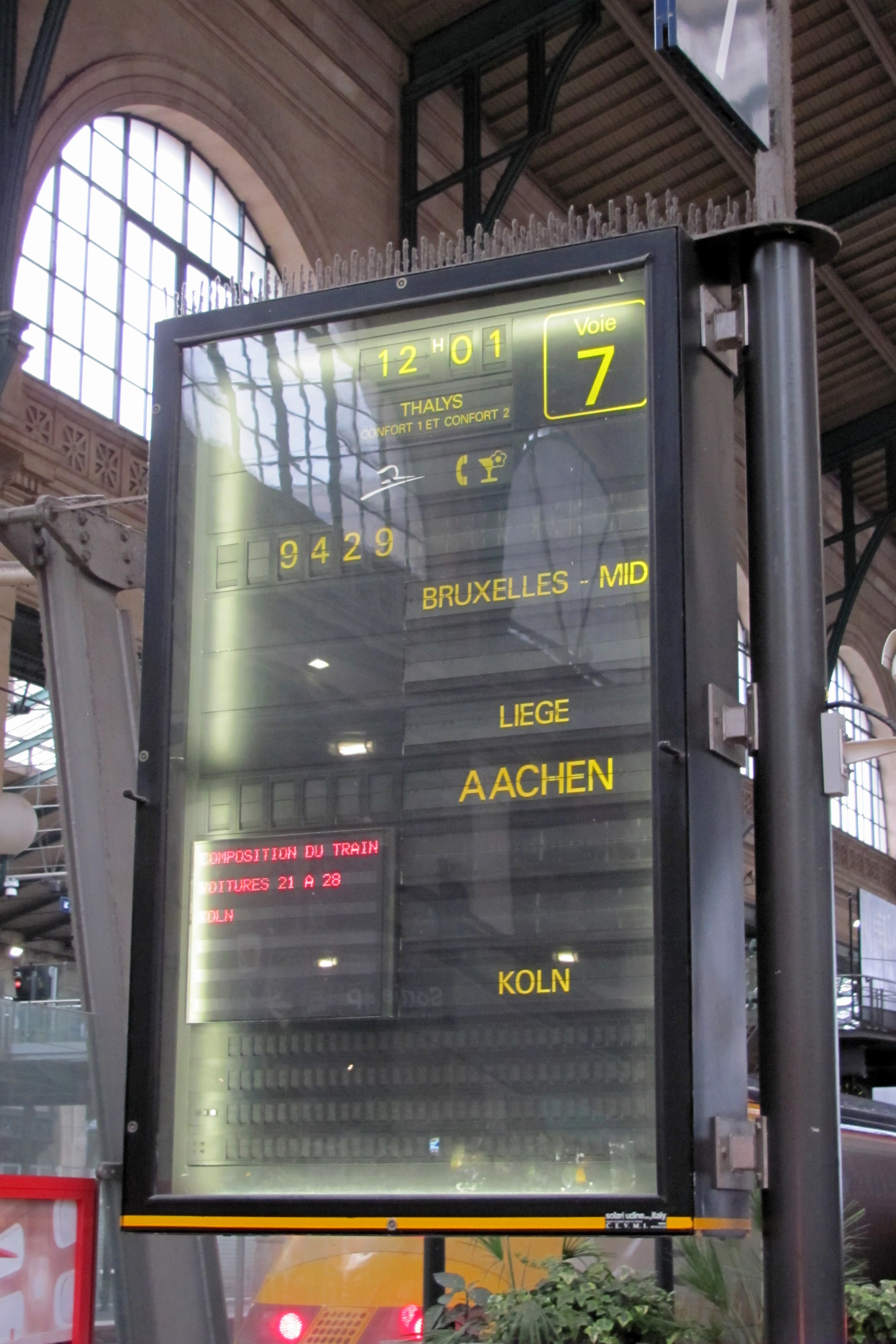
Frankreich: Paris Nord
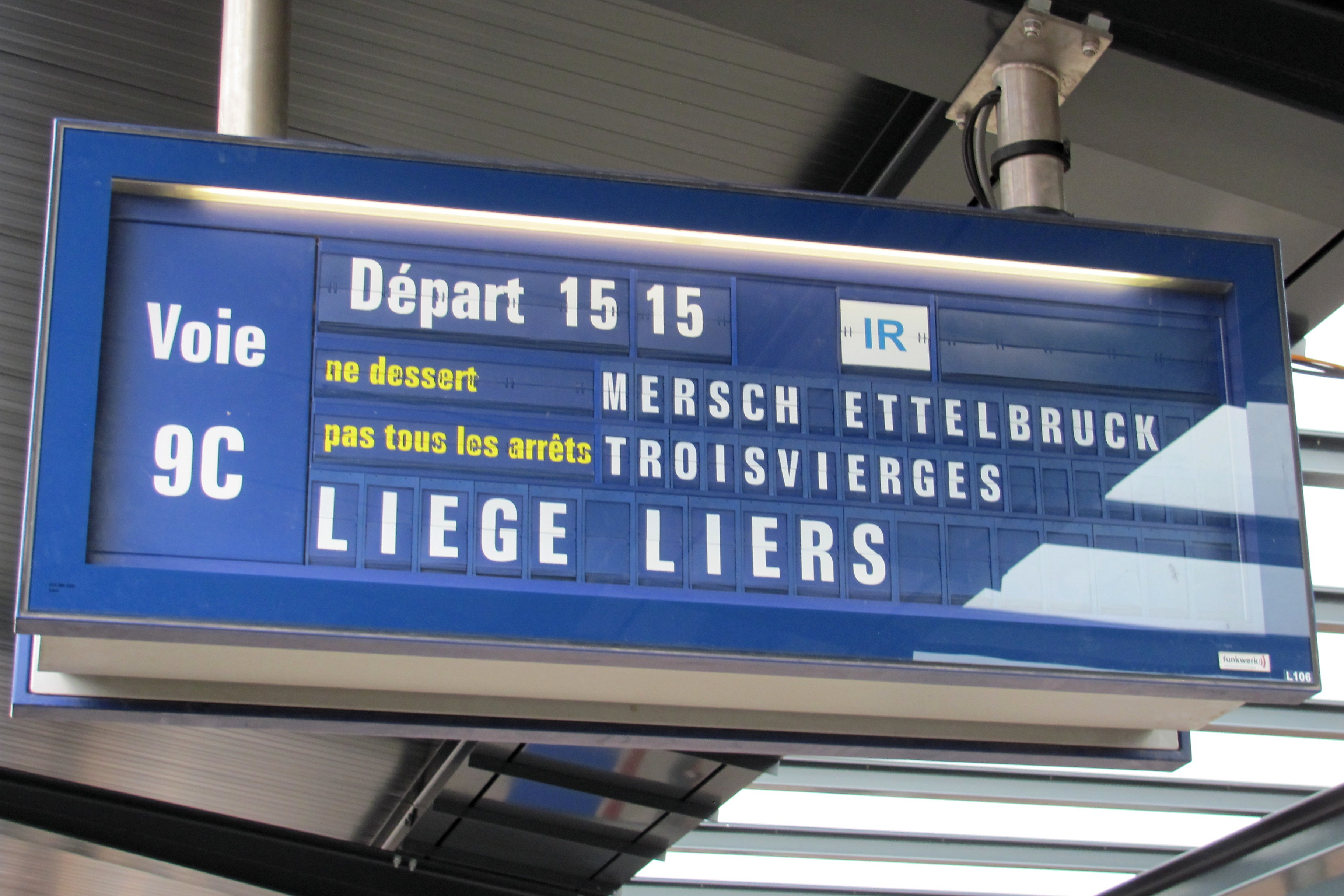
Luxemburg: Stadt Luxemburg
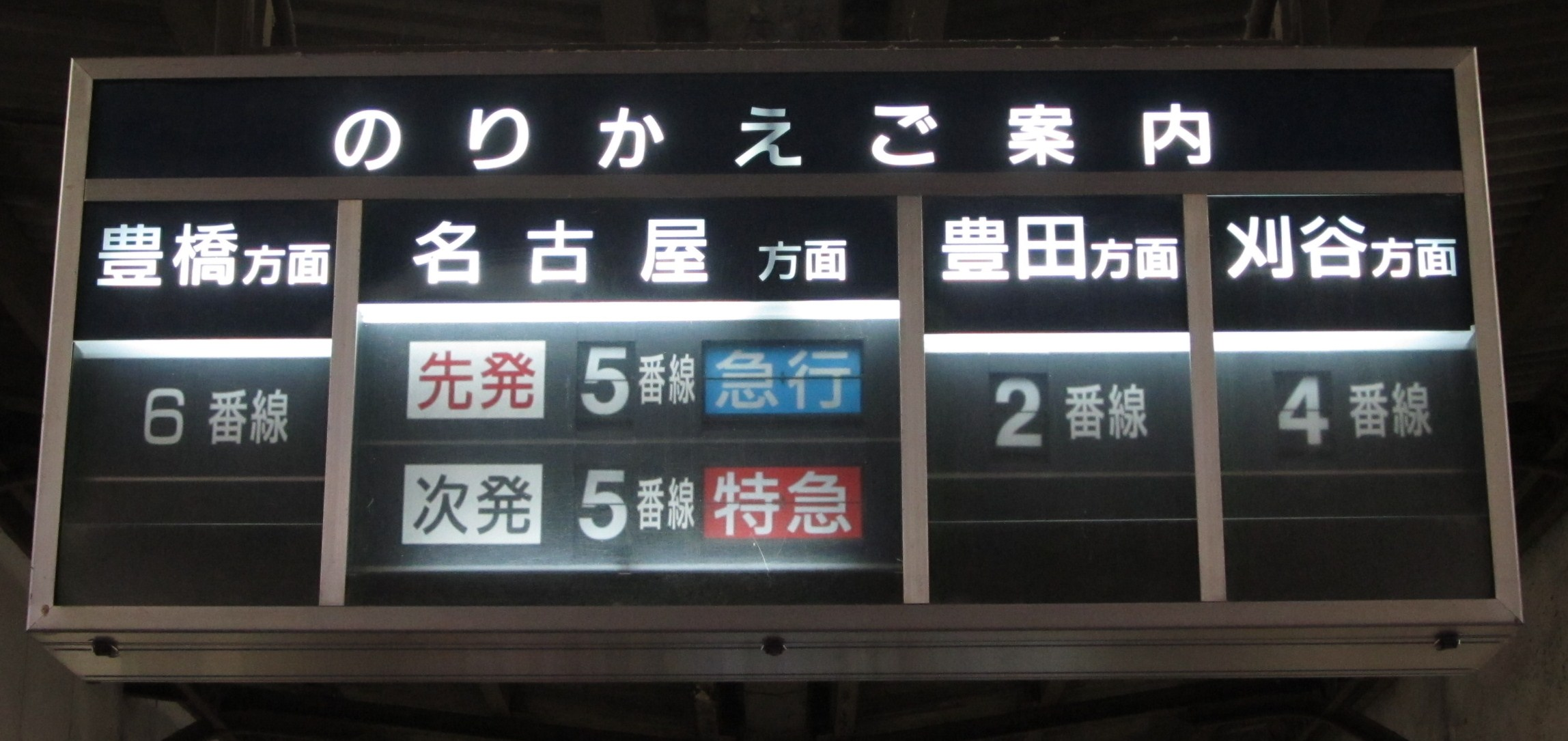
Japan: Chiryū
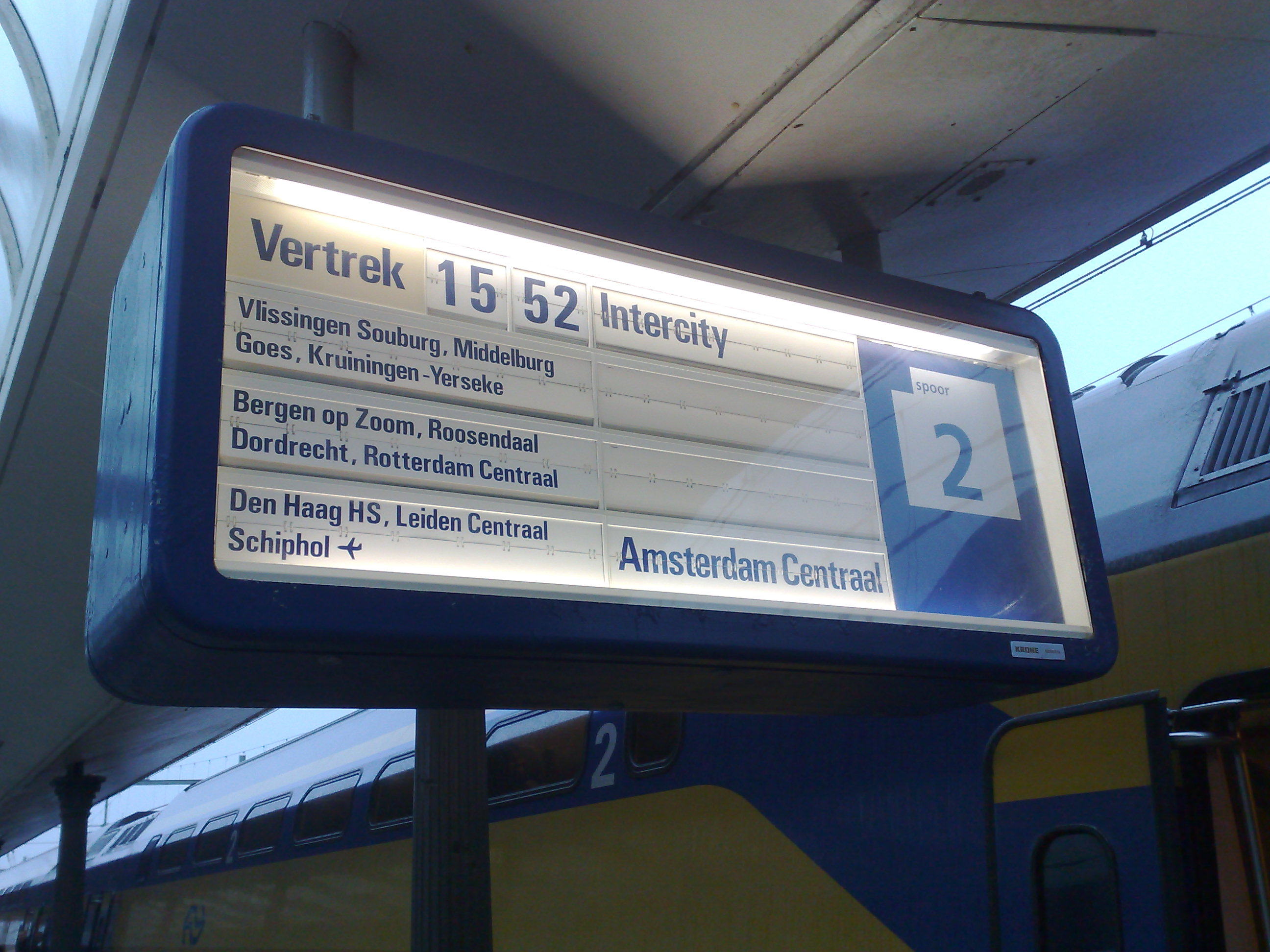
Niederlande: Vlissingen
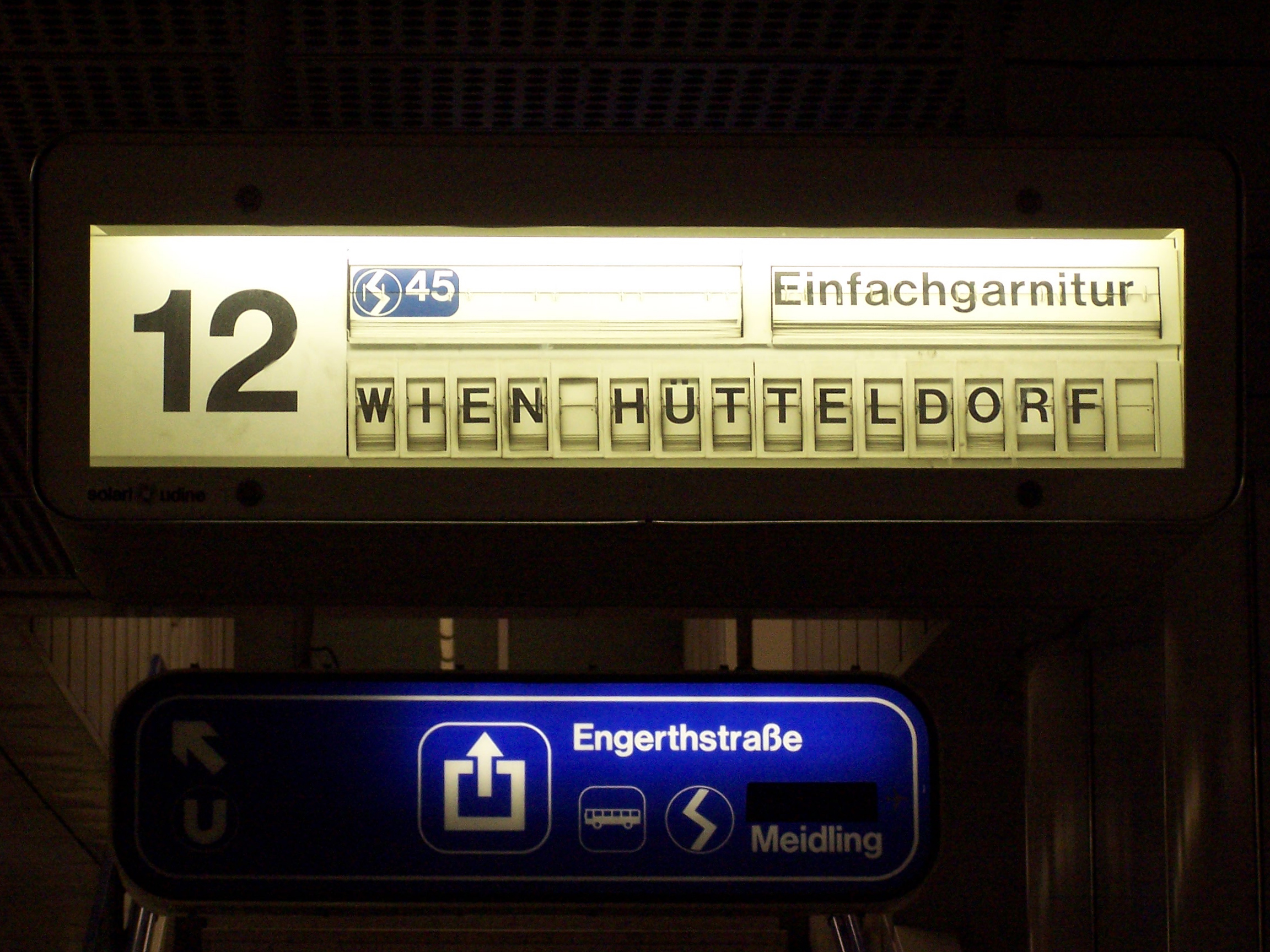
Österreich: Wien Handelskai (ehemals)
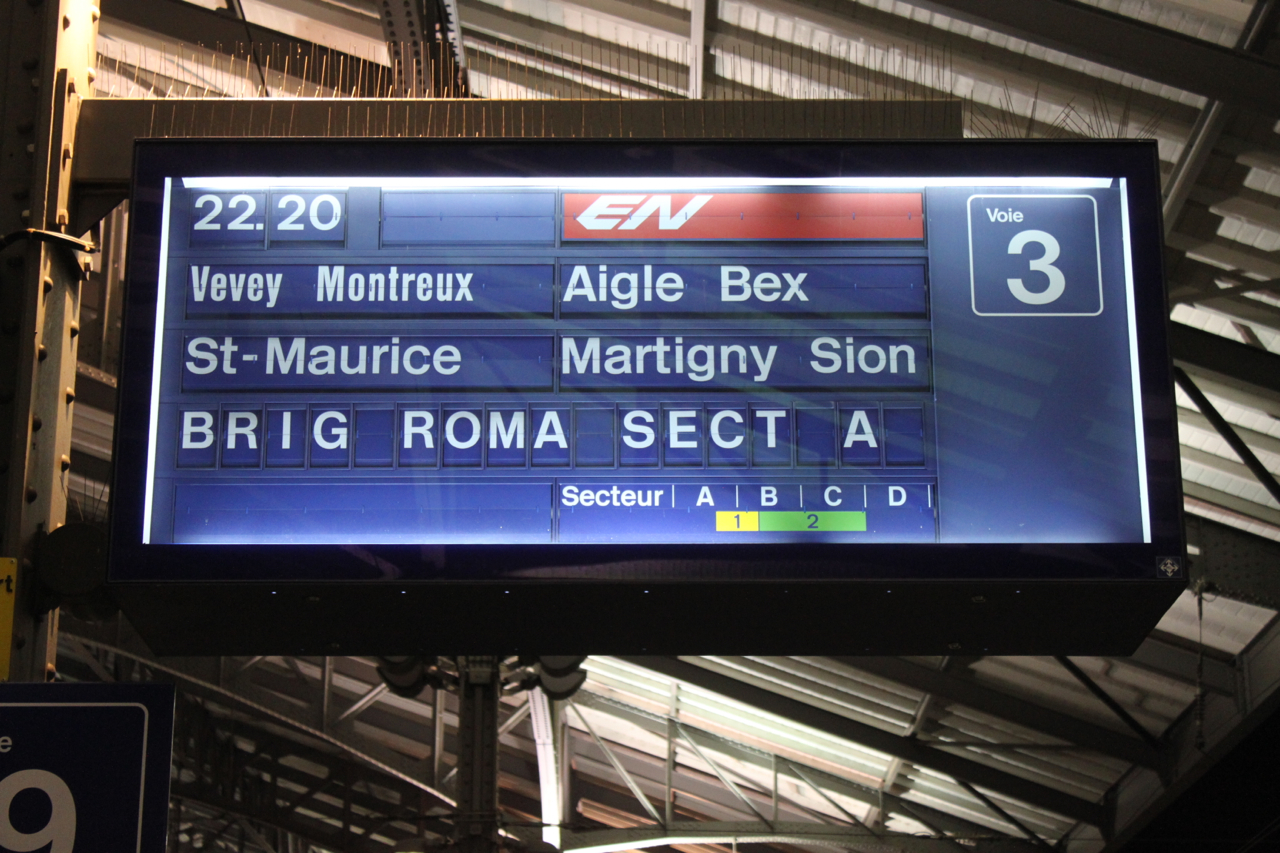
Schweiz: Lausanne (ehemals)
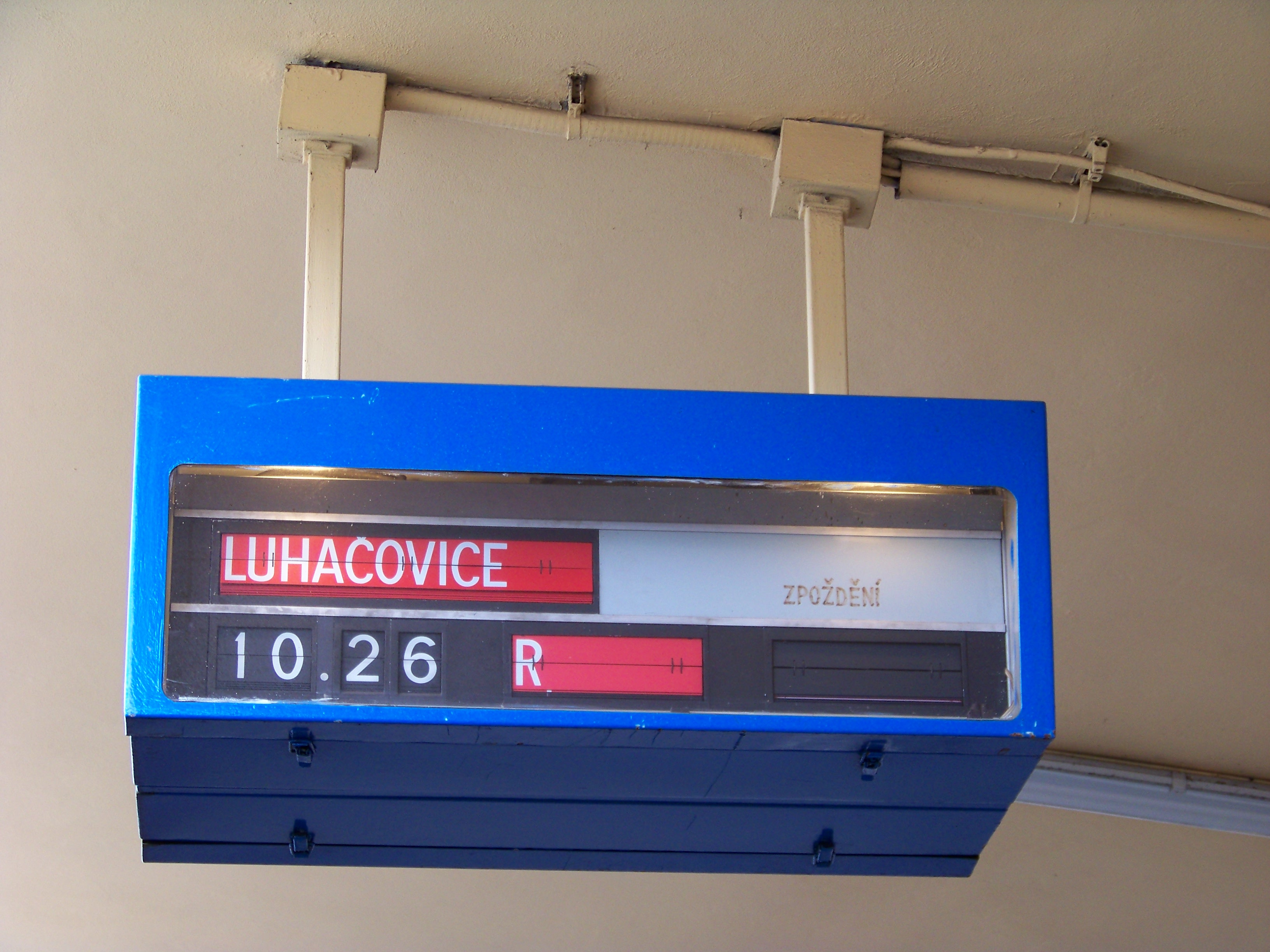
Tschechien: Praha-Smíchov
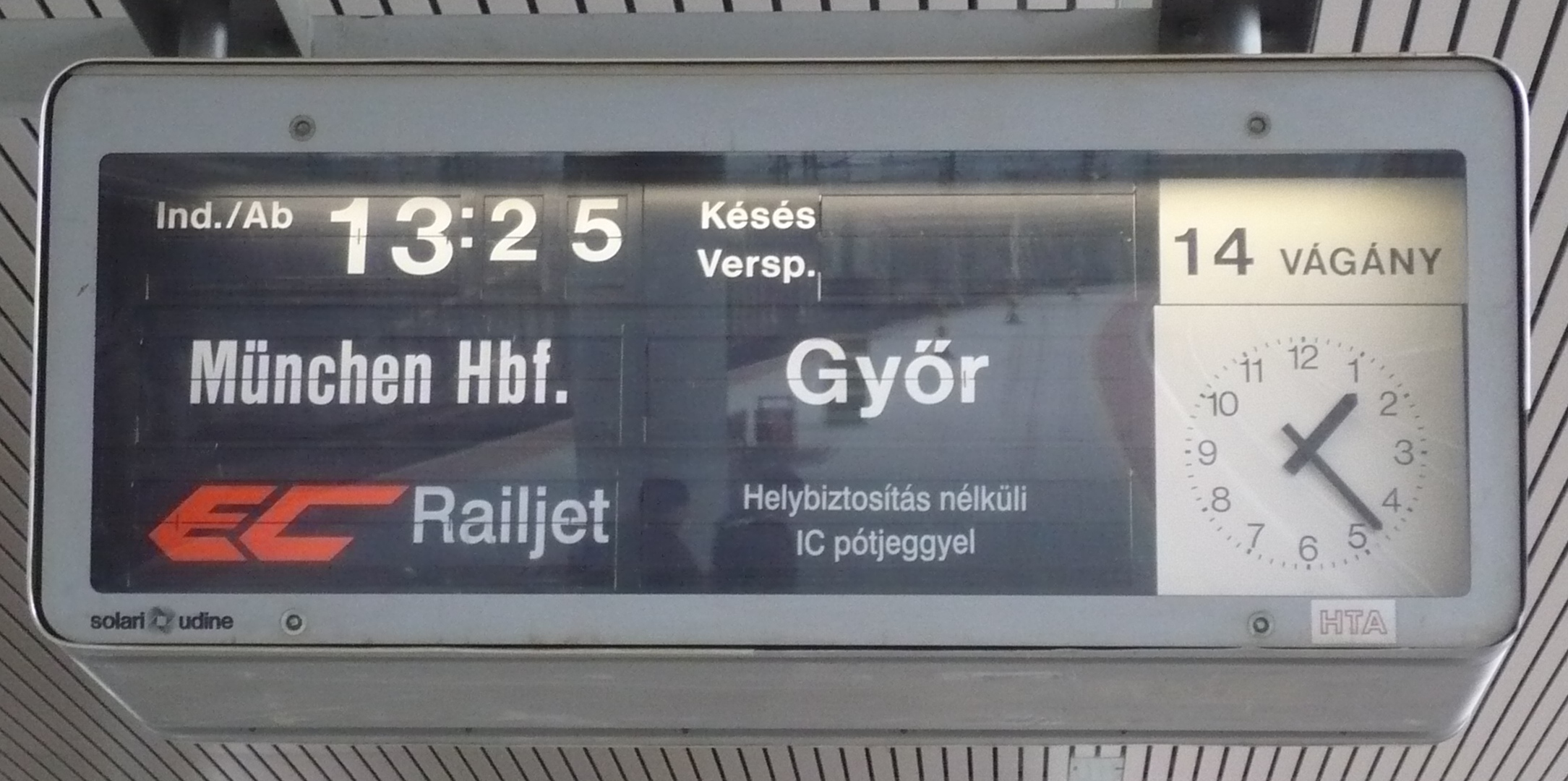
Ungarn: Budapest-Kelenföld

#### LED-/LC-Bildschirme
Die neuste Zugzielanzeiger-Variante ist digital und setzt Leuchtdioden (LED) oder Flüssigkristallbildschirme (LCD) ein. Die sogenannten Vollmatrix-Anzeiger haben dabei die Vorteile, dass sie weniger störungsanfällig sind, Informationen durch selbstleuchtende Bildschirme lesbarer angezeigt werden können und Bildschirme nicht auf einen festgelegten Satz von Zeichen wie Fallblattanzeiger beschränkt sind. Ein Update der Software bringt alle digitalen Anzeiger auf den neuesten Stand und erspart so Tausende von Registerkarten alter analoger Anzeiger auszuwechseln, was beispielsweise nötig würde nach Änderungen in Zugläufen, im Betriebsablauf des Bahnhofs oder nach Eröffnung eines neuen Bahnhofs. Auch Störungen können einfach und detailliert angekündigt werden.
Auch die Möglichkeiten des Hervorhebens (durch Vergrößerung, Fettschrift und andere Formatierungen) und des Platzsparens durch Laufschrift oder Scrollen zeichnen diese Variante aus.
Bei der Deutschen Bahn bestehen diese Anzeiger aus mehreren dunkelblauen Bildschirmen, die von hinten durch Leuchtstoffröhren, bzw. LED bei aktuellen Geräten, beleuchtet werden. Die Anzeiger sind monochrom (dunkelblau und weiß) und vergleichsweise niedrig aufgelöst. Sie können somit keine farbigen Wagenstände anzeigen, erreichen jedoch einen hohen Kontrast und sind aufgrund der verwendeten Transflektor-Folie zwischen Hinterleuchtung und LCD-Glas auch bei direkter Sonneneinstrahlung lesbar. Die LCD-Bildschirme hatten jedoch auch einige Nachteile. Die teilweise verdichteten Informationen waren durch die niedrige Auflösung oft nicht lesbar; ebenso litt die Lesbarkeit unter einer langsamen Transistorschaltung, wenn Lauftext angezeigt wurde. Die Anpassung der Deutschen Bahn, Lauftexte langsamer laufen zu lassen, führte dazu, dass die Information nicht mehr schnell erfasst werden konnte. Schlussendlich begann die Bahn, die Anzeiger gegen Farbmatrix-LED-Bildschirme mit höherer Auflösung auszutauschen, mit denen auch Farbdarstellung möglich ist. Im Raum Berlin allein soll der Austausch 2028 abgeschlossen sein.

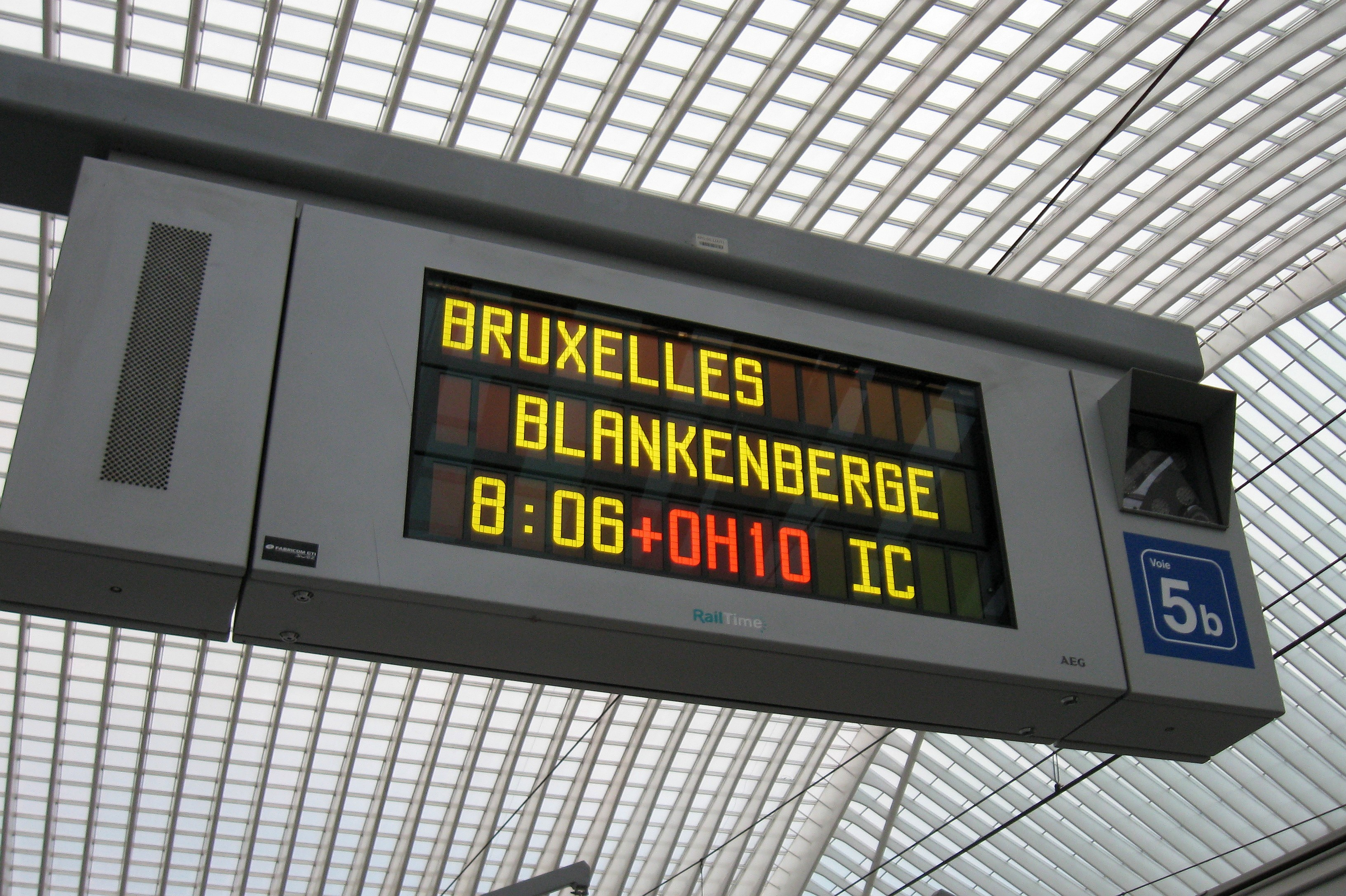
Belgien: Lüttich-Guillemins
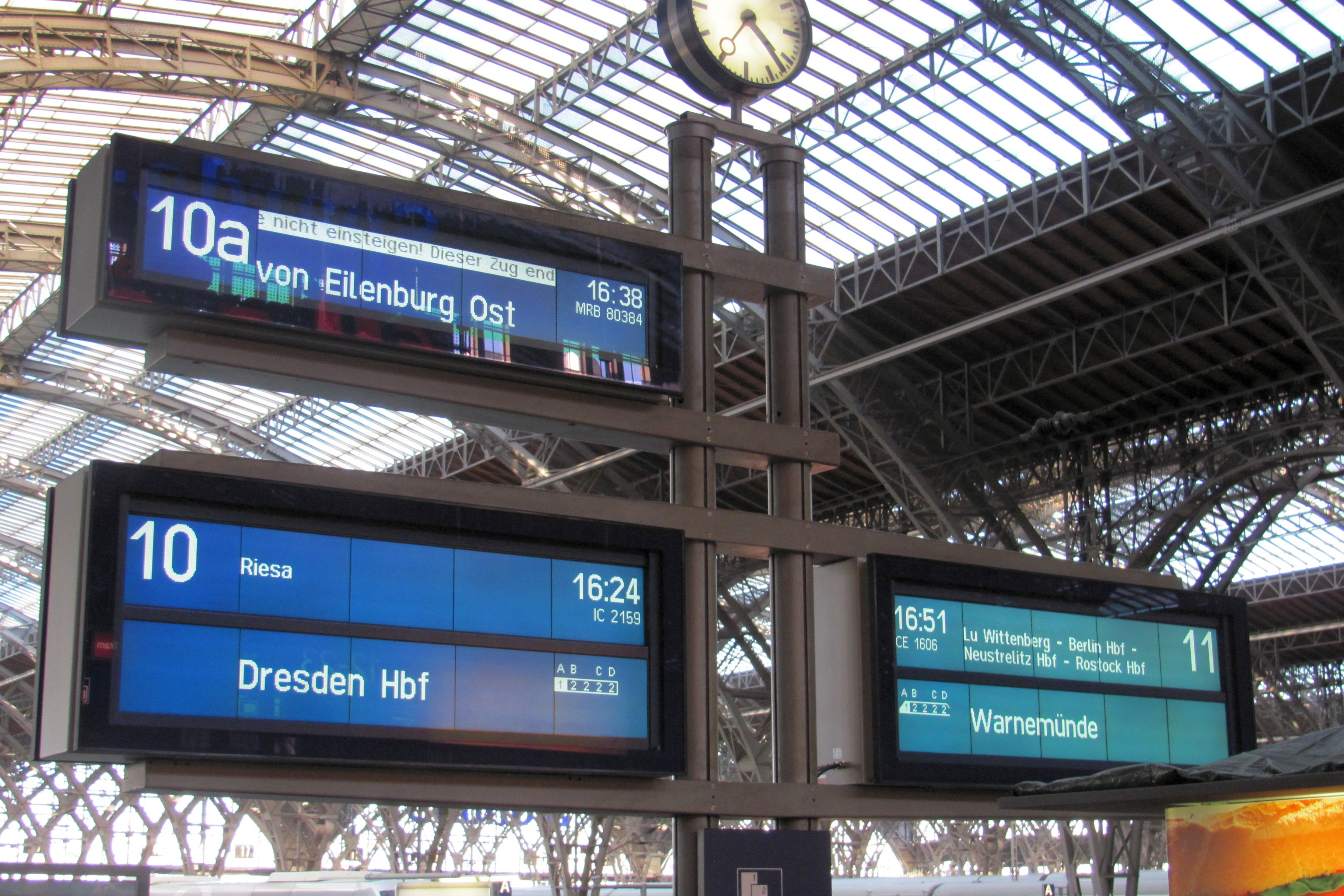
Deutschland: Leipzig Hbf, in großer und kleiner Ausführung
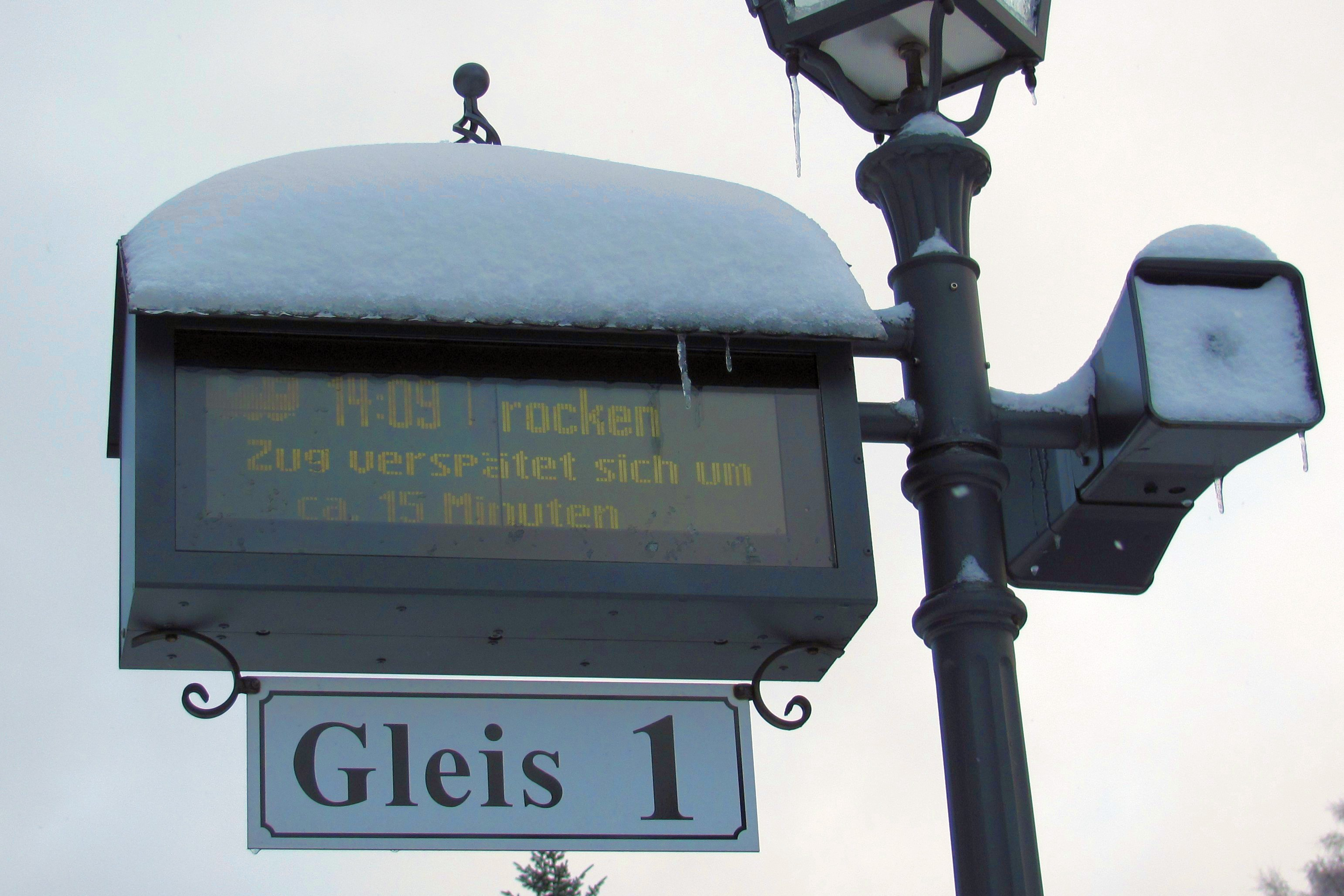
Deutschland: Zugzielanzeiger der Harzer Schmalspurbahnen in Schierke
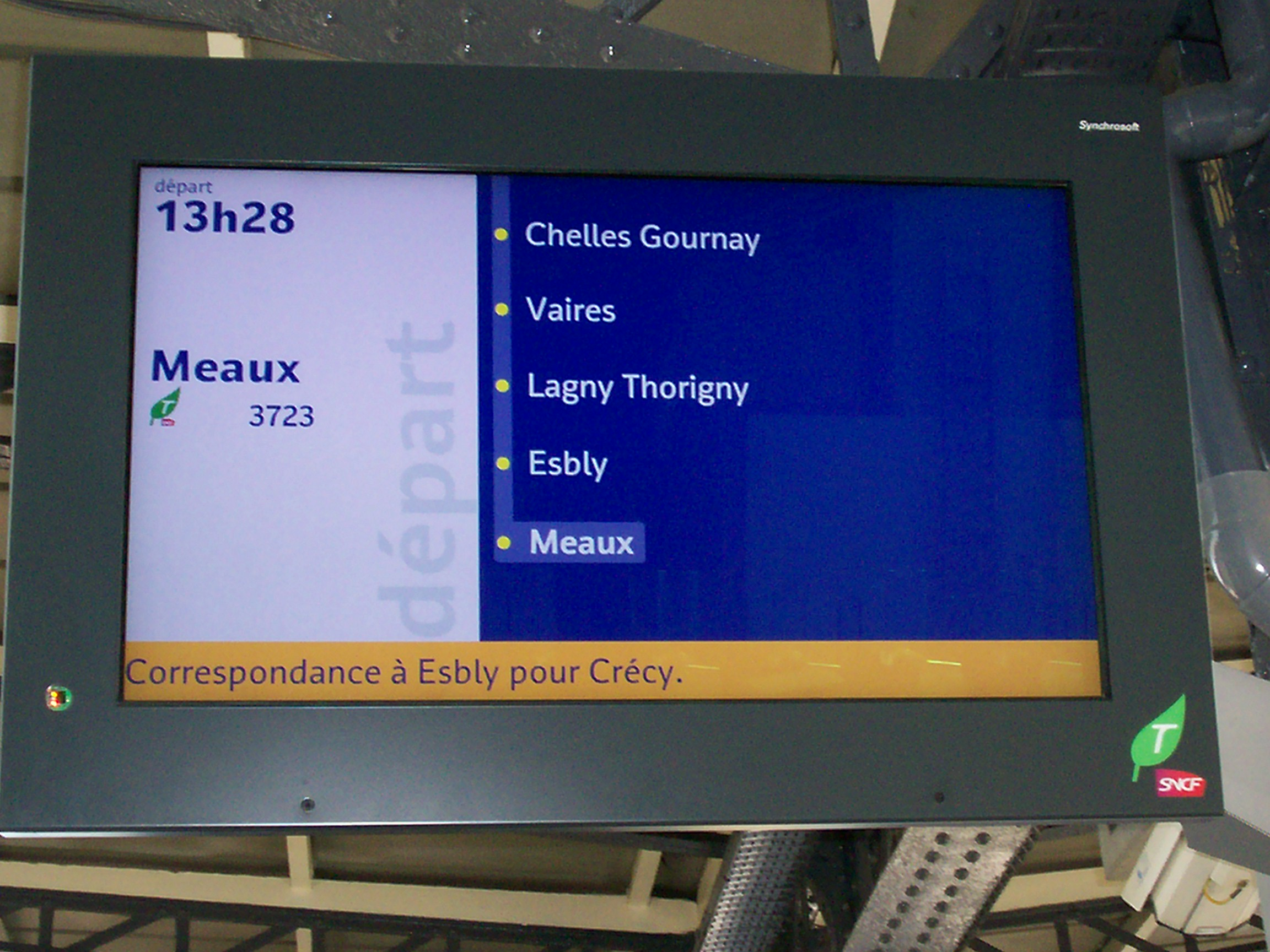
Frankreich: Paris-Est
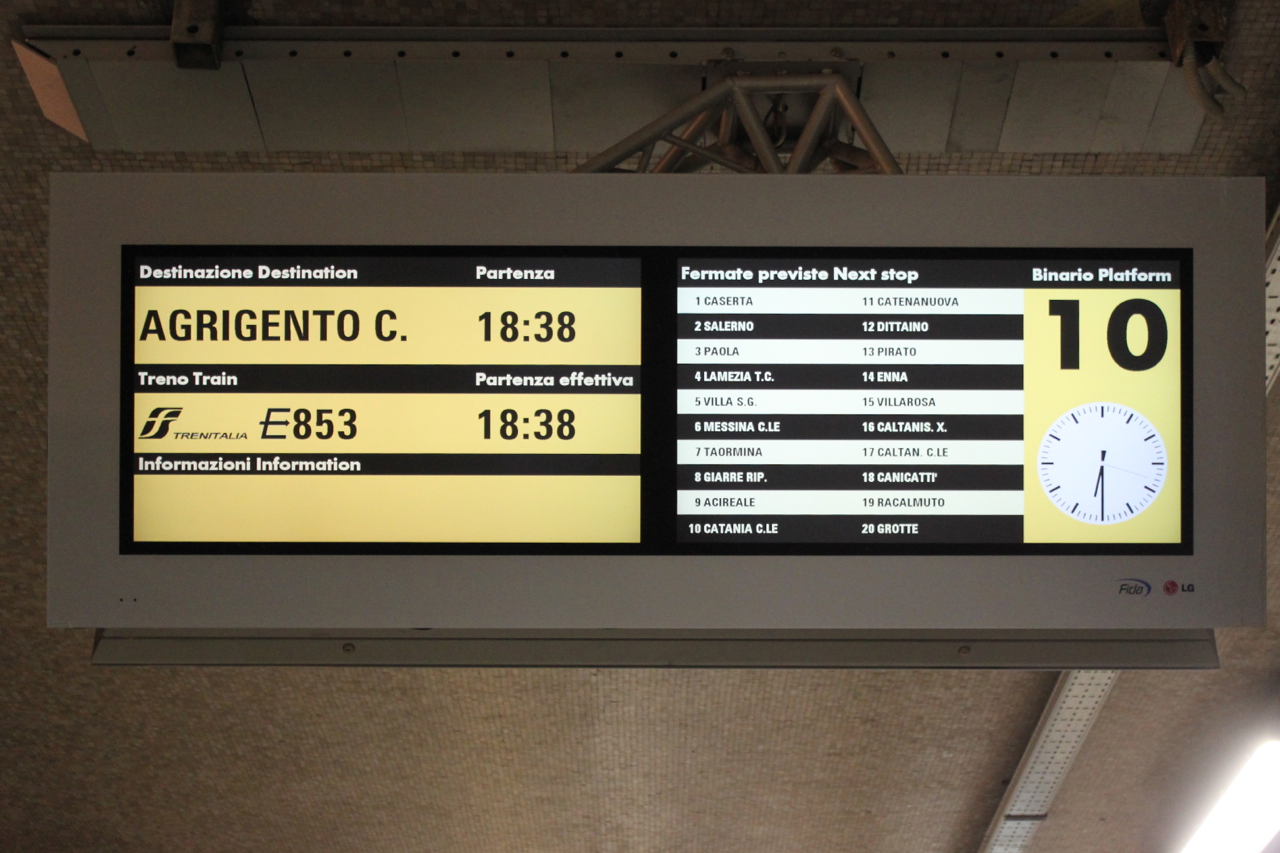
Italien: Rom
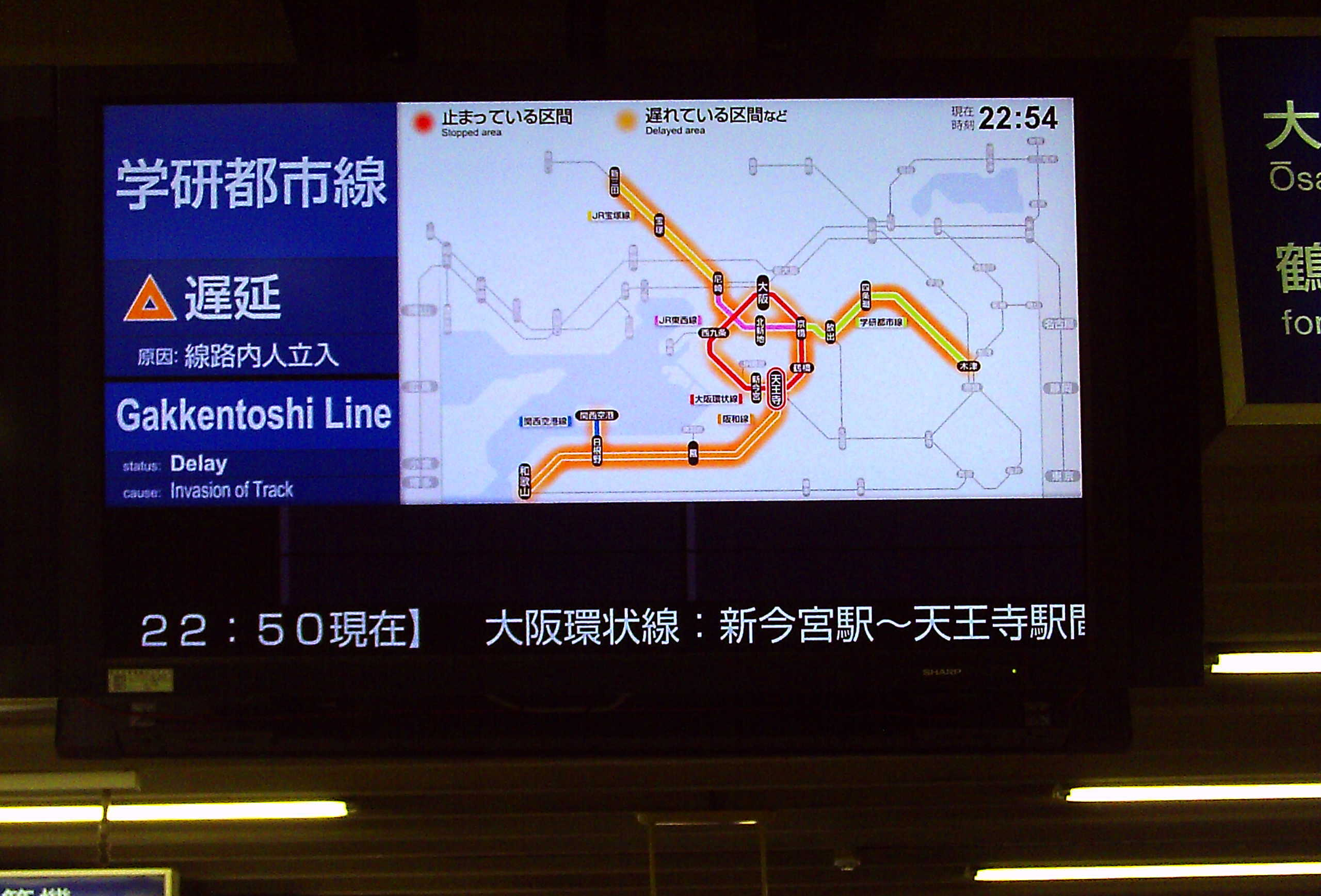
Japan: Tennoji Station
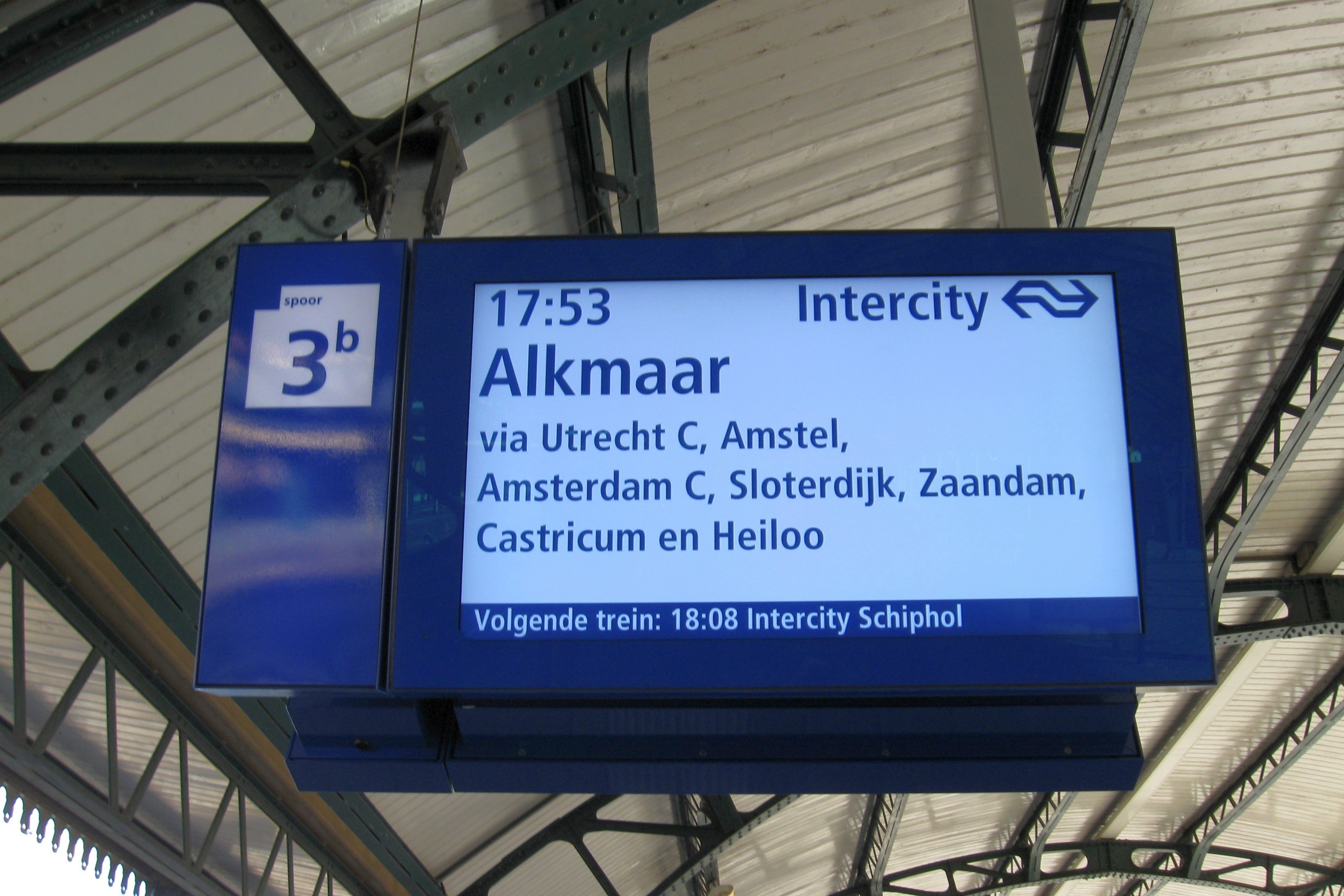
Niederlande: 's-Hertogenbosch
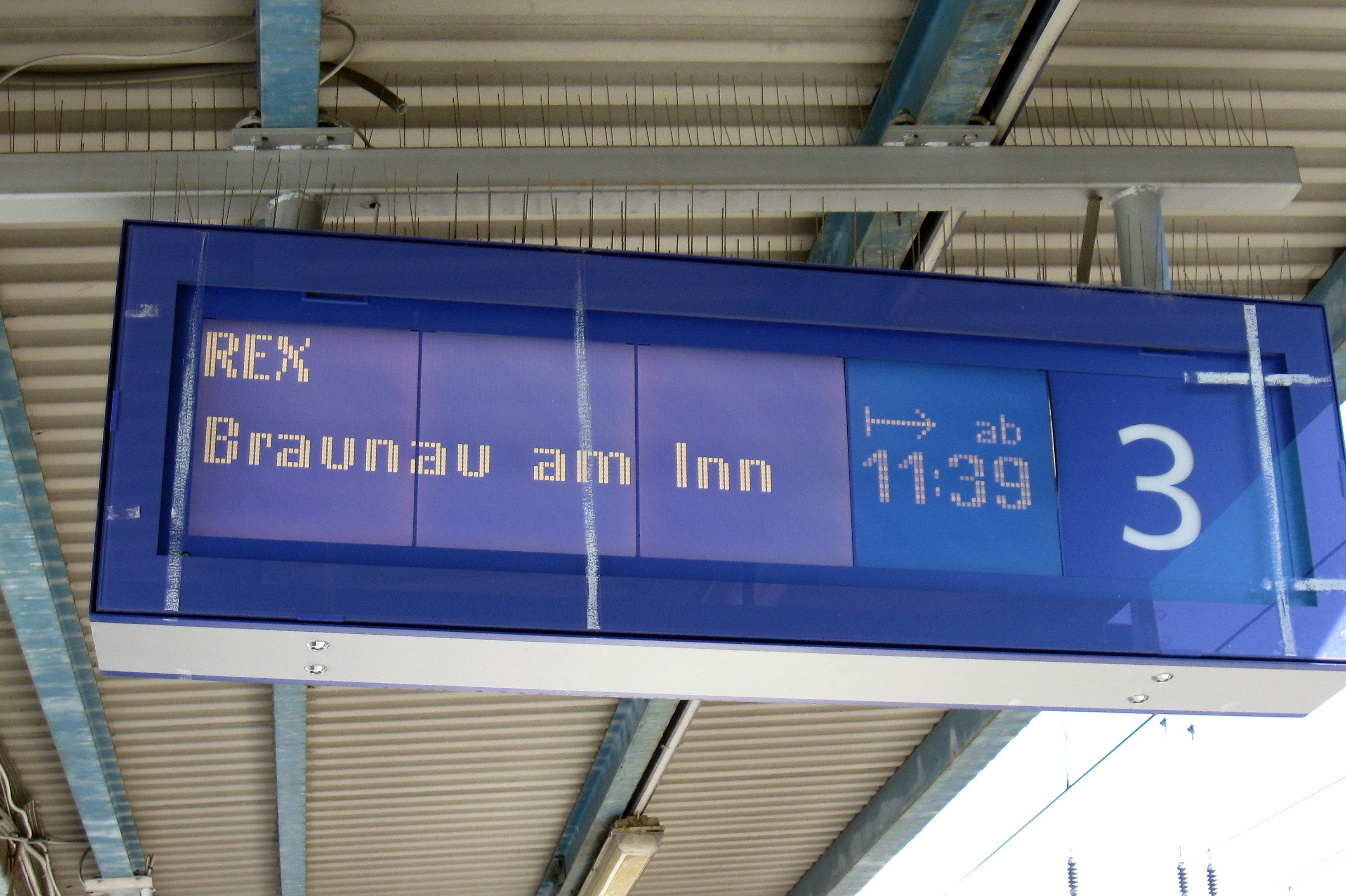
Österreich: Salzburg Hbf
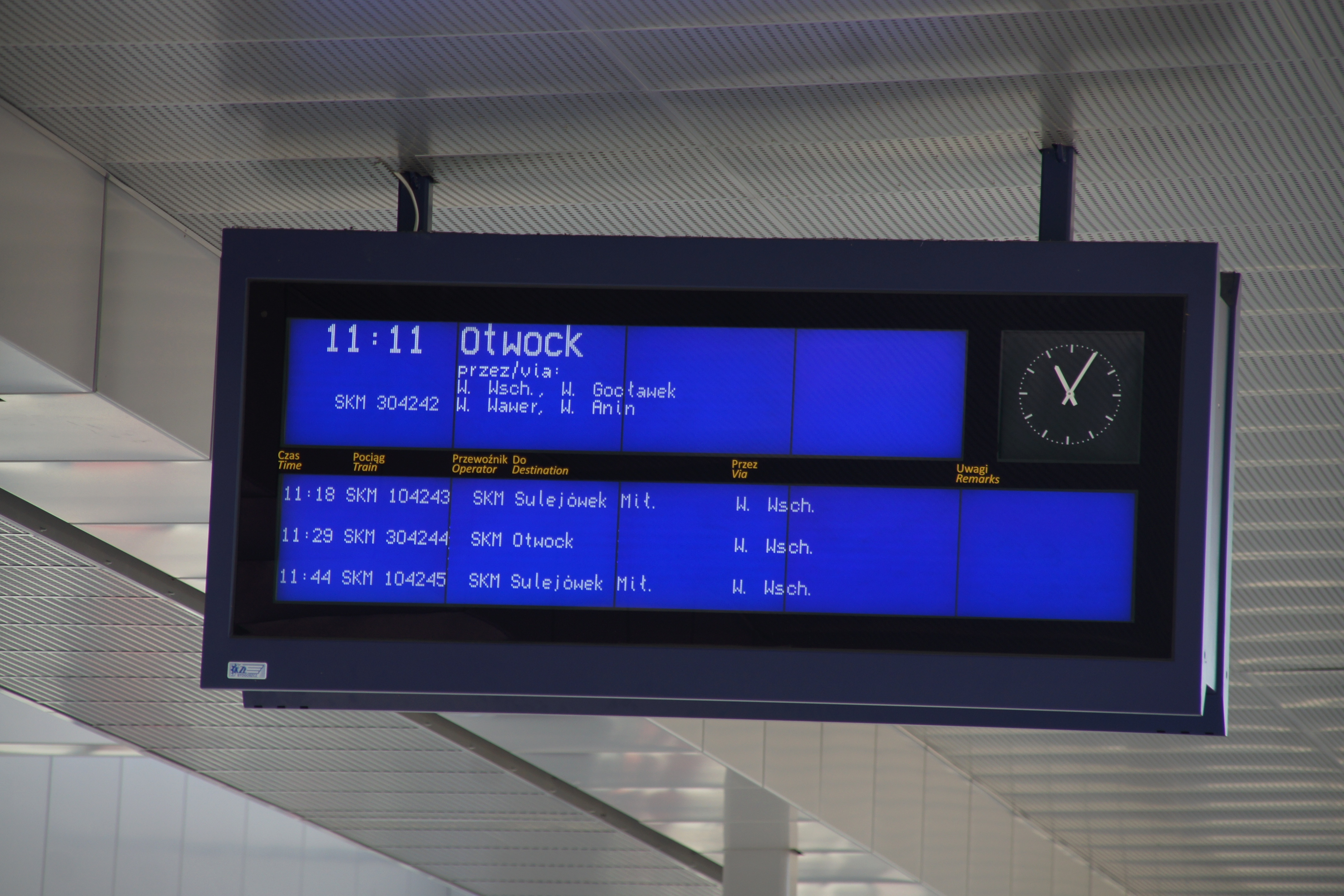
Polen: Warszawa Stadion
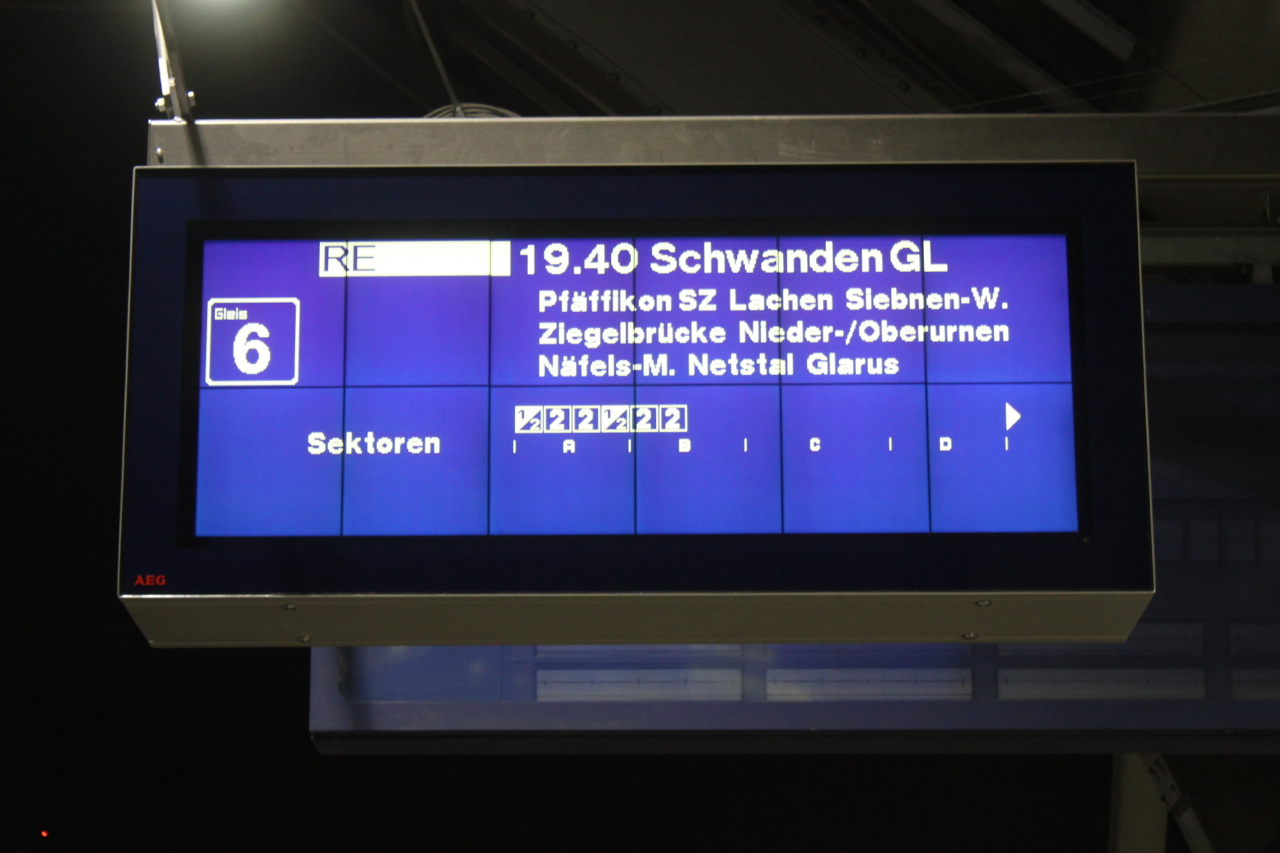
Schweiz: Zürich
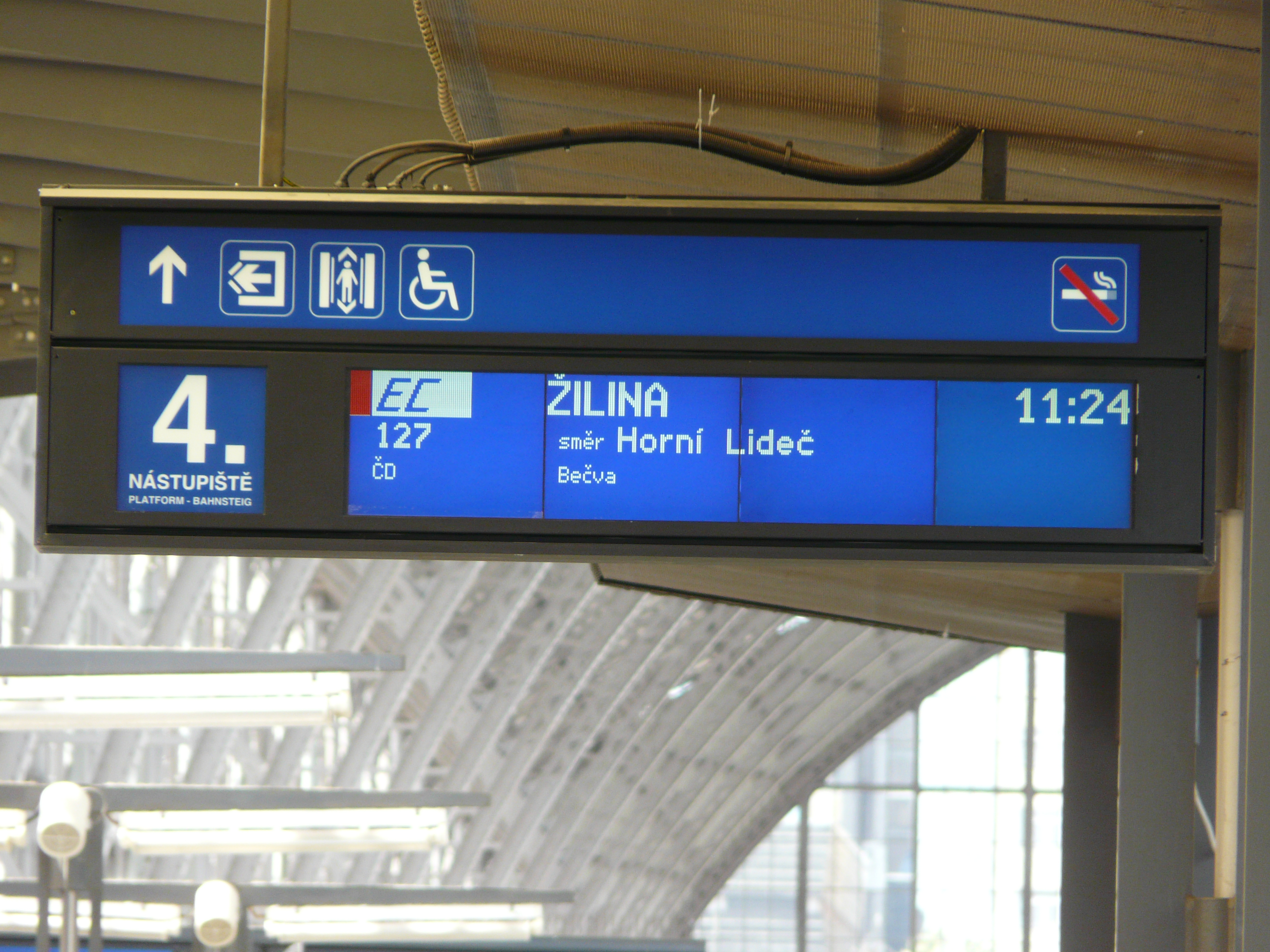
Tschechien: Praha hl.n.
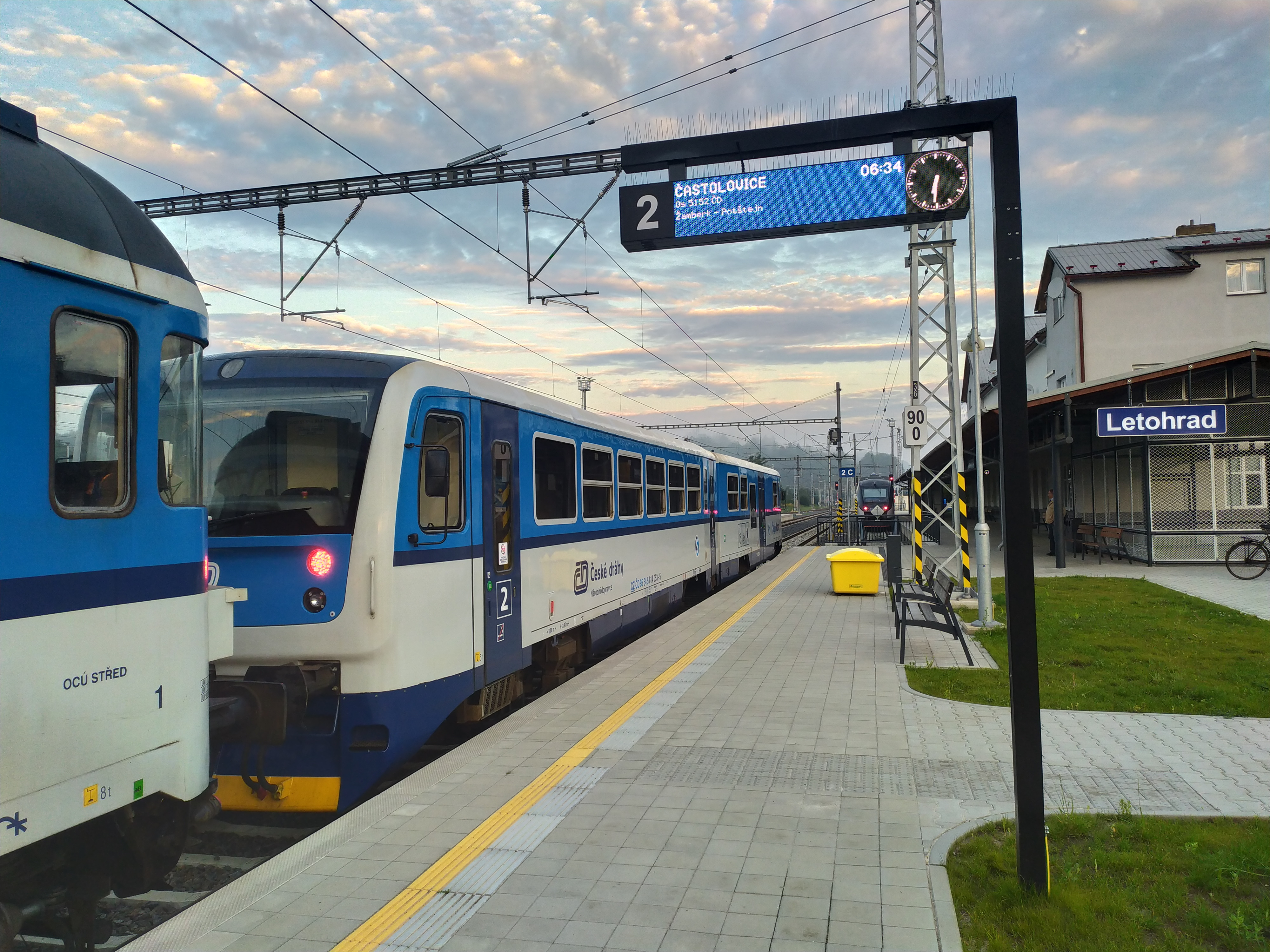
Tschechien: Letohrad
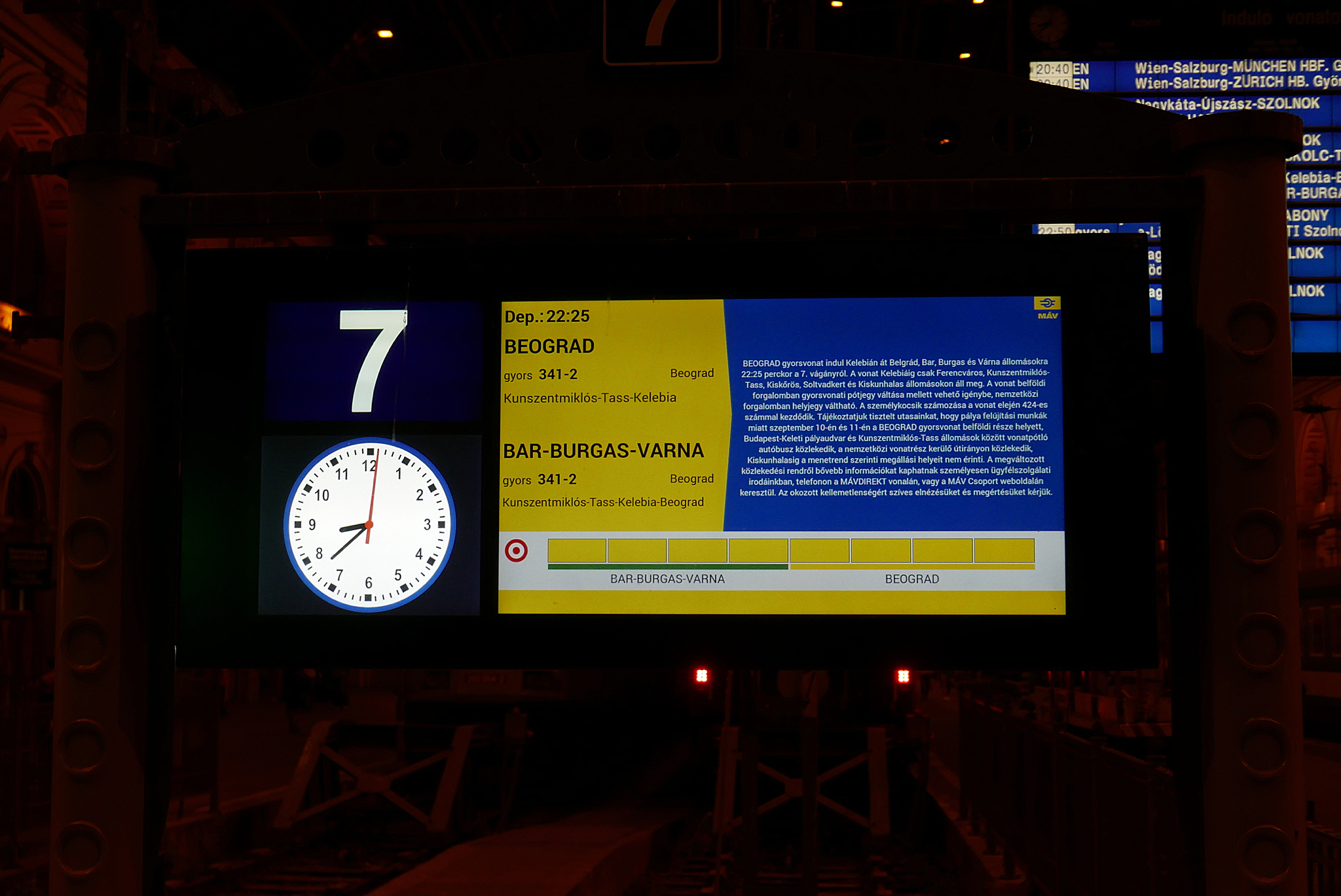
Ungarn: Budapest-Keleti
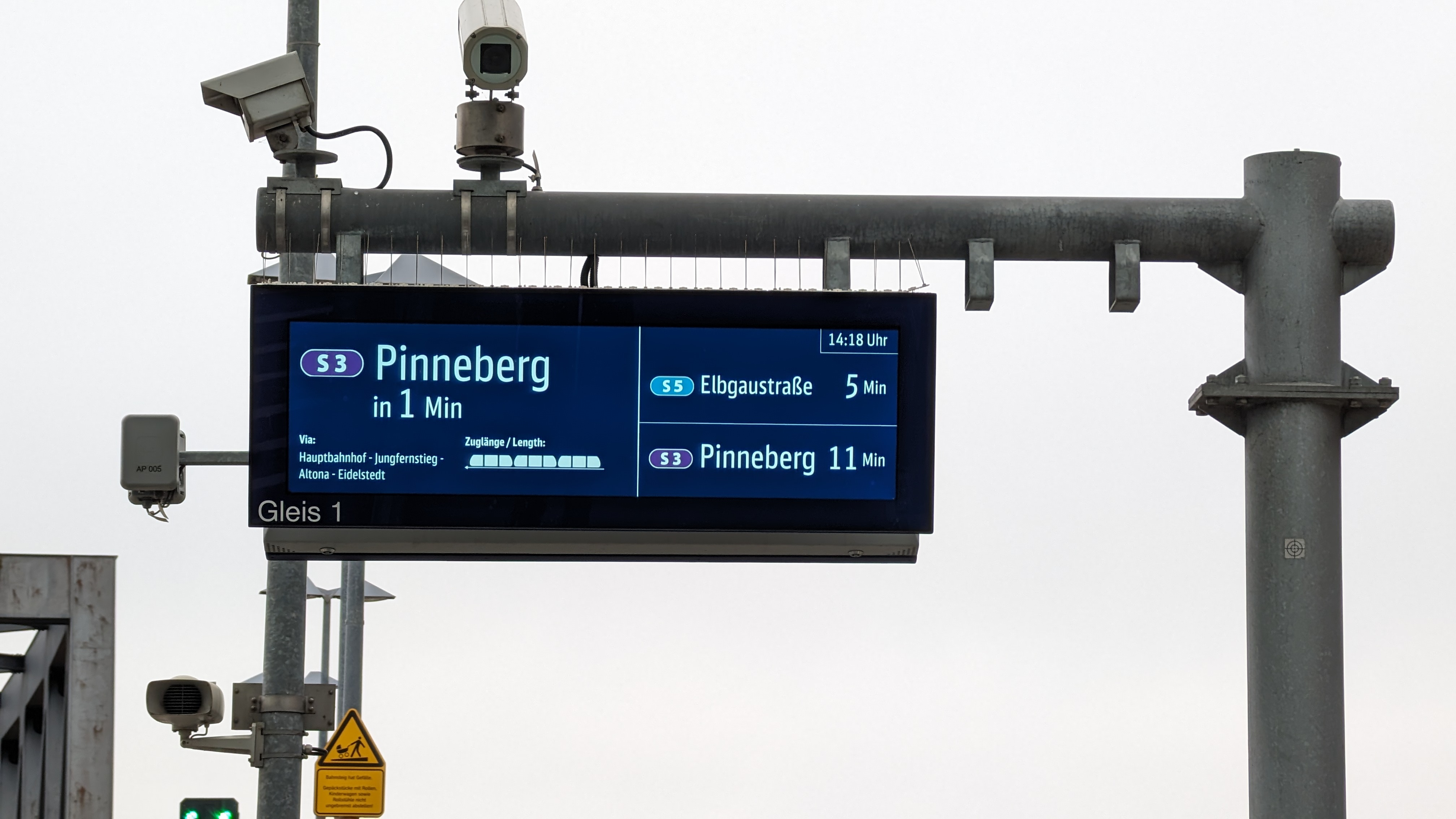
Zuganzeiger der S-Bahn Hamburg am S-Bahn-Haltepunkt Elbbrücken

#### Design-Umstellung der DB
Infolge der Änderung des Designs der Deutschen Bahn wurden neben Uhren, Bahnhofsschildern und restlichen Tafeln auch die Zugzielanzeiger angepasst. Früher wurden die Informationen mit schwarzem Text auf weißem Grund ( positiv ) und heute mit weißem Text auf dunkelblauem Grund ( negativ ) dargestellt.

### Löschung der Anzeiger an Bahnhöfen
Die Löschung der Anzeiger erfolgt meistens nach Abfahrt des Zuges am Bahnhof, und zwar entweder
- automatisch,
  - durch Datenimpulse, die im Fahrbetrieb erzeugt werden,
  - durch Haltesensoren oder Kameratechnik,
  - zeitgesteuert durch „Abarbeiten“ des Bahnhofsfahrplanes
- oder manuell vom Bediener der Fahrgastinformationsanlage oder vom Zugbegleitpersonal ausgelöst. In Deutschland wird letzteres mit einem Vierkantschlüssel an einer Bedienungssäule eingeleitet, die durch ein Schild mit grünem Pilz in einem Ring gekennzeichnet ist. Dort befindet sich auch der Schalter für die Abfahrtsansage, die standardmäßig bei der Deutschen Bahn vom Band kommt oder von einem Computer wiedergegeben wird. An einem weiteren Schalter wird mit etwas Zeitverzögerung zum Einsteigen des Zugführers auch das elektronische Abfahrsignal („Zp 9“) erteilt.

## Zugzielanzeiger an Verkehrsmitteln

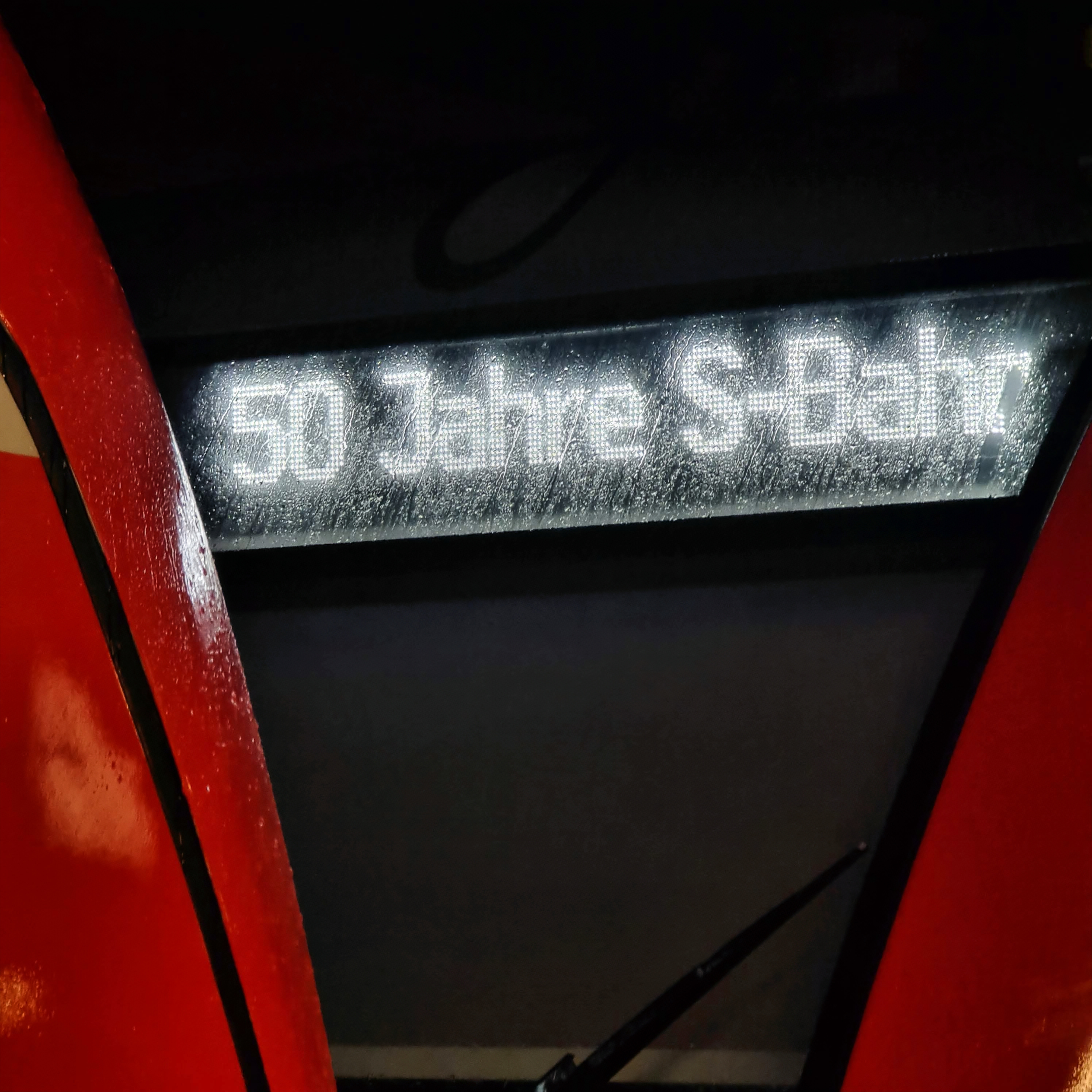
Zugzielanzeige: 50 Jahre S-Bahn München 1972–2022

Zugzielanzeiger an Verkehrsmitteln sind die älteste Form der Zielanzeigetafeln. Zuglaufschilder oder Routentafeln aus Blech wurden früher insbesondere im Nahverkehr um große Städte (beispielsweise bei den Berliner „Stadt-, Ring- und Vorortbahnen“) auch an den Stirnseiten von Dampflokomotiven angebracht. Außen an Verkehrsmitteln (Lokomotiven, Reisezugwagen, Triebwagen und ähnlichem) befinden sich die Zugzielanzeiger meist vorn, aber auch an den Seiten der Fahrzeuge. Im klassischen Reiseverkehr wurden die Zuglaufschilder an die Seitenwände der Reisezugwagen gehängt, ursprünglich zwei an jeder Seite des Wagens. Ab 1965 wurde – auf Beschluss der Europäischen Fahrplankonferenz 1964 – das auf ein Schild je Wagenseite reduziert, das in der Nähe der rechten Eingangstür zu platzieren war. Zuständig war die Eisenbahnverwaltung, der der Wagen gehörte. Zusätzlich wurden kleinere Schilder mit demselben Inhalt in den Einstiegsräumen angebracht, die vor allem vom Wagenübergang aus lesbar waren. Wichtig waren diese Innenschilder insbesondere beim Verkehren von Kurswagen. Etwa ab Anfang der 1970er Jahre verwendeten die deutschen Bahnen bei Zugeinheiten, die eine Strecke mehrmals täglich in beiden Richtungen befuhren, Zuglaufschilder ohne Richtungsangabe (beispielsweise »Leipzig – Dresden – Leipzig«).
Bei neueren Fahrzeugen werden heute ganz überwiegend LED-Anzeigen verwendet. Ebenfalls häufig anzutreffen sind die seit den 1990er Jahren üblichen Anzeigen mit bistabilen Anzeigeelementen sowie die seit den 2000er Jahren üblichen LC-Anzeigen. Vergleichbar mit Nah- und Stadtverkehrsfahrzeugen werden auch Lokomotiven für den Personenverkehr verstärkt mit Zugzielanzeigern an den Stirnseiten ausgestattet. Dabei nennen diese Anzeiger zumeist (nur):
- Linienbezeichnung
- Reiseziel (bzw. Endstation)
- ggf. Zuggattung als Abkürzung
- ggf. nächste Station
- ggf. kurze Hinweise („Nicht einsteigen“, „Zug endet hier“ usw.)

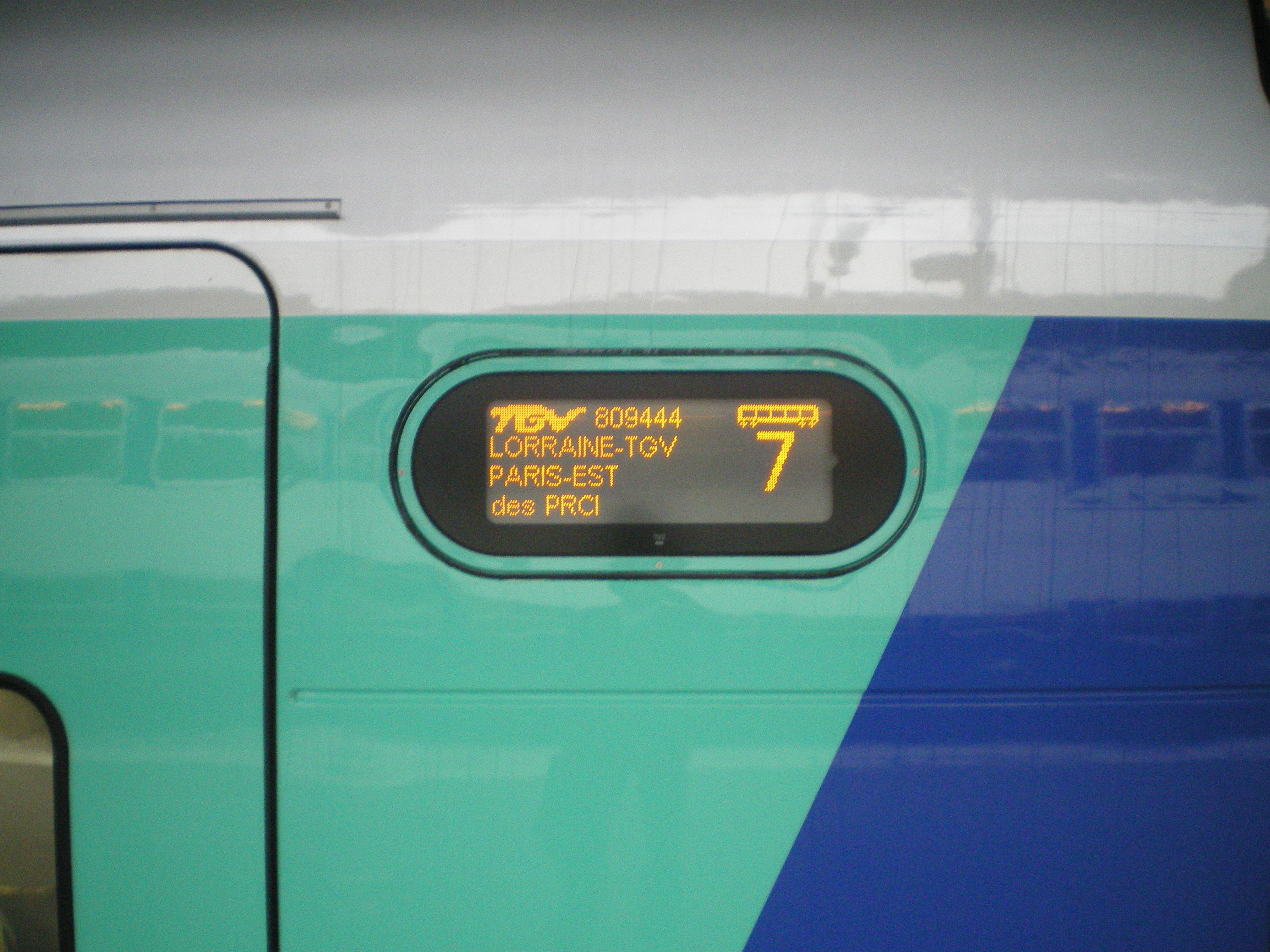
LED-Zugzielanzeiger eines französischen TGV mit Angabe der Wagennummer
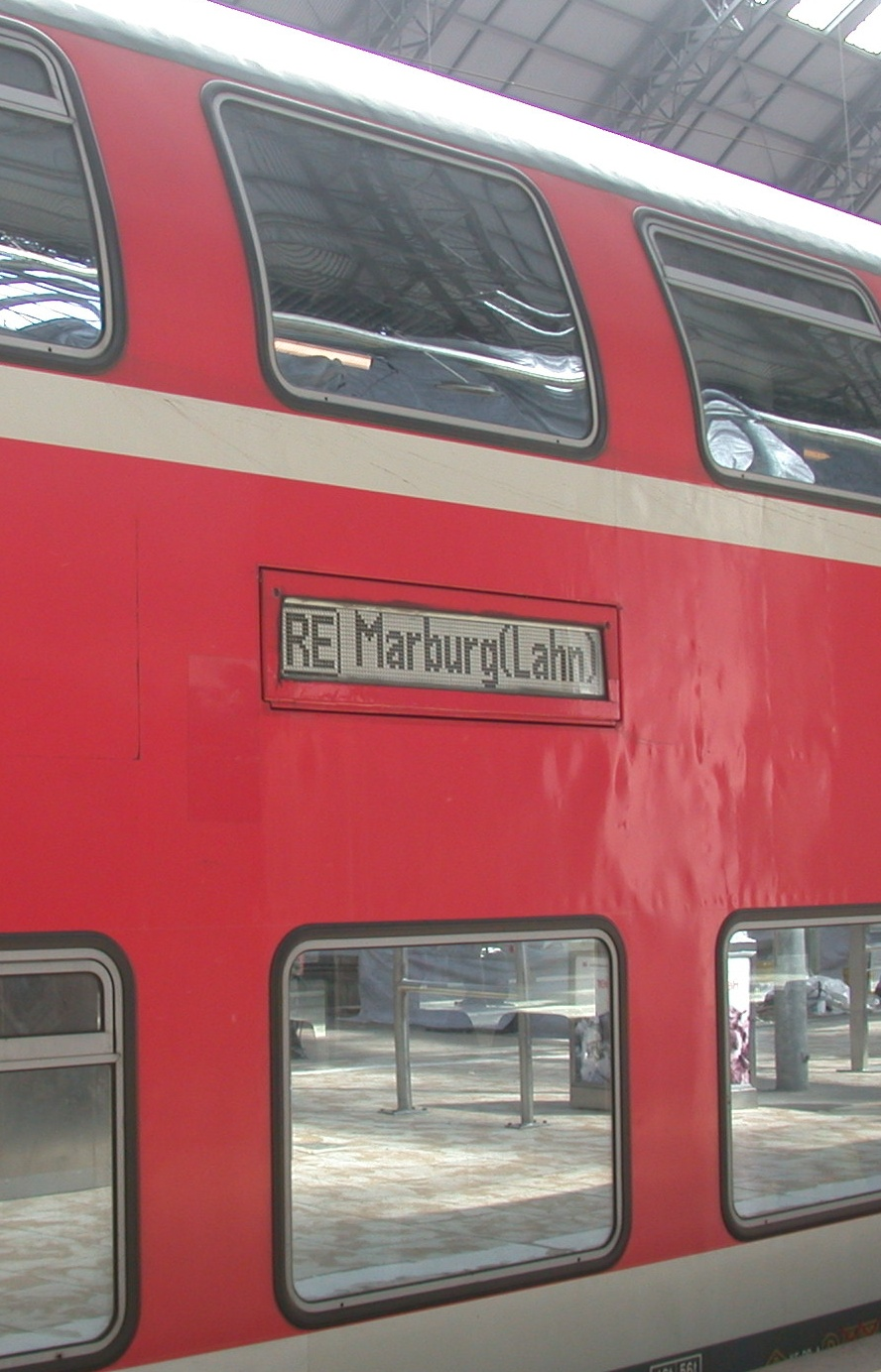
Zugzielanzeiger aus bistabilen Anzeigeelementen an einem deutschen Nahverkehrszug
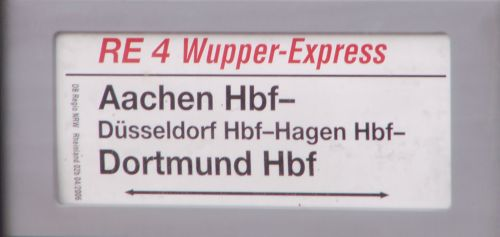
Zuglaufschild des Wupper-Express
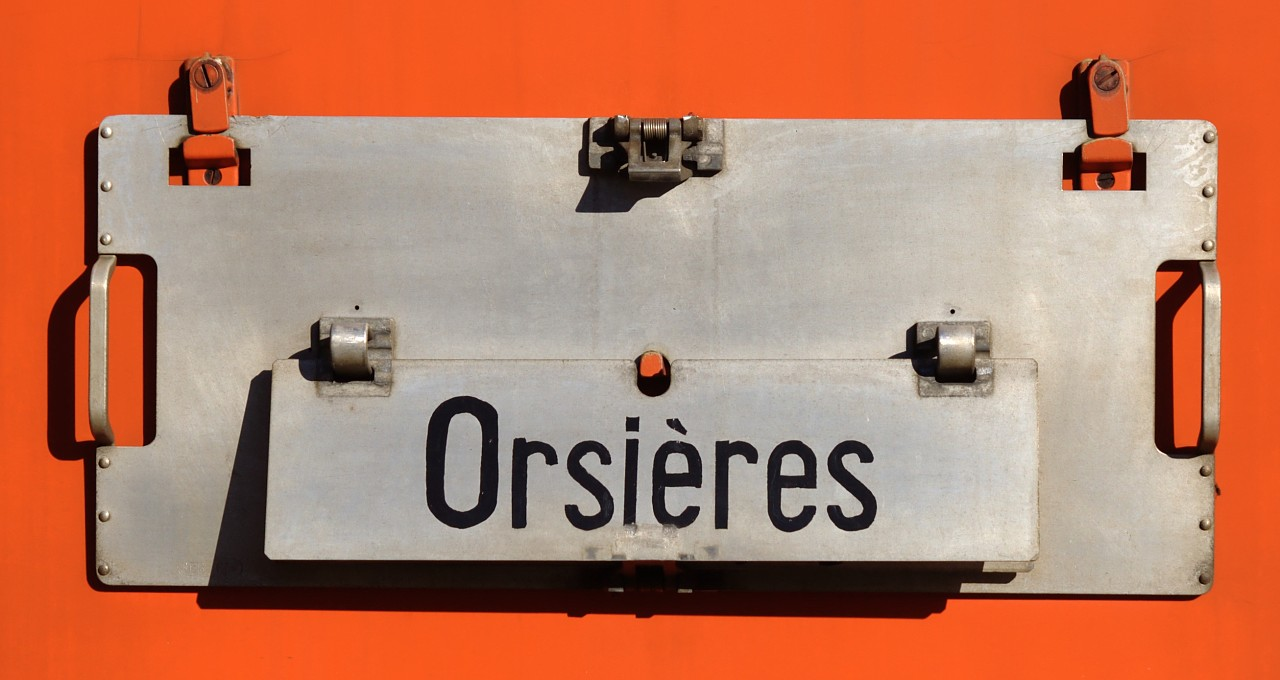
umstellbares Zuglaufschild an einem ABDe 4/4-Triebwagen der TMR
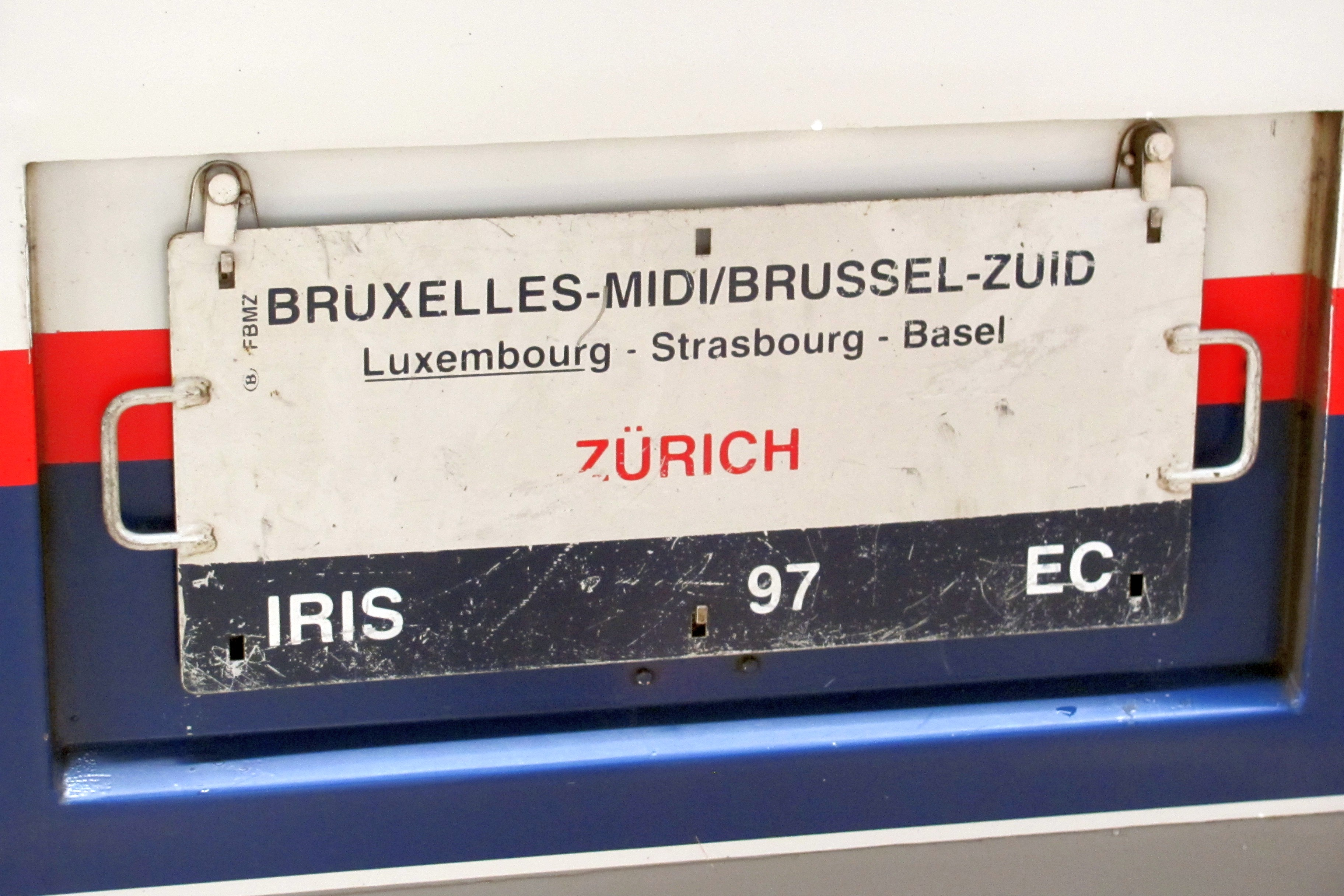
Zuglaufschild des Eurocity Iris von Brussel-Zuid/Bruxelles-Midi nach Zürich HB
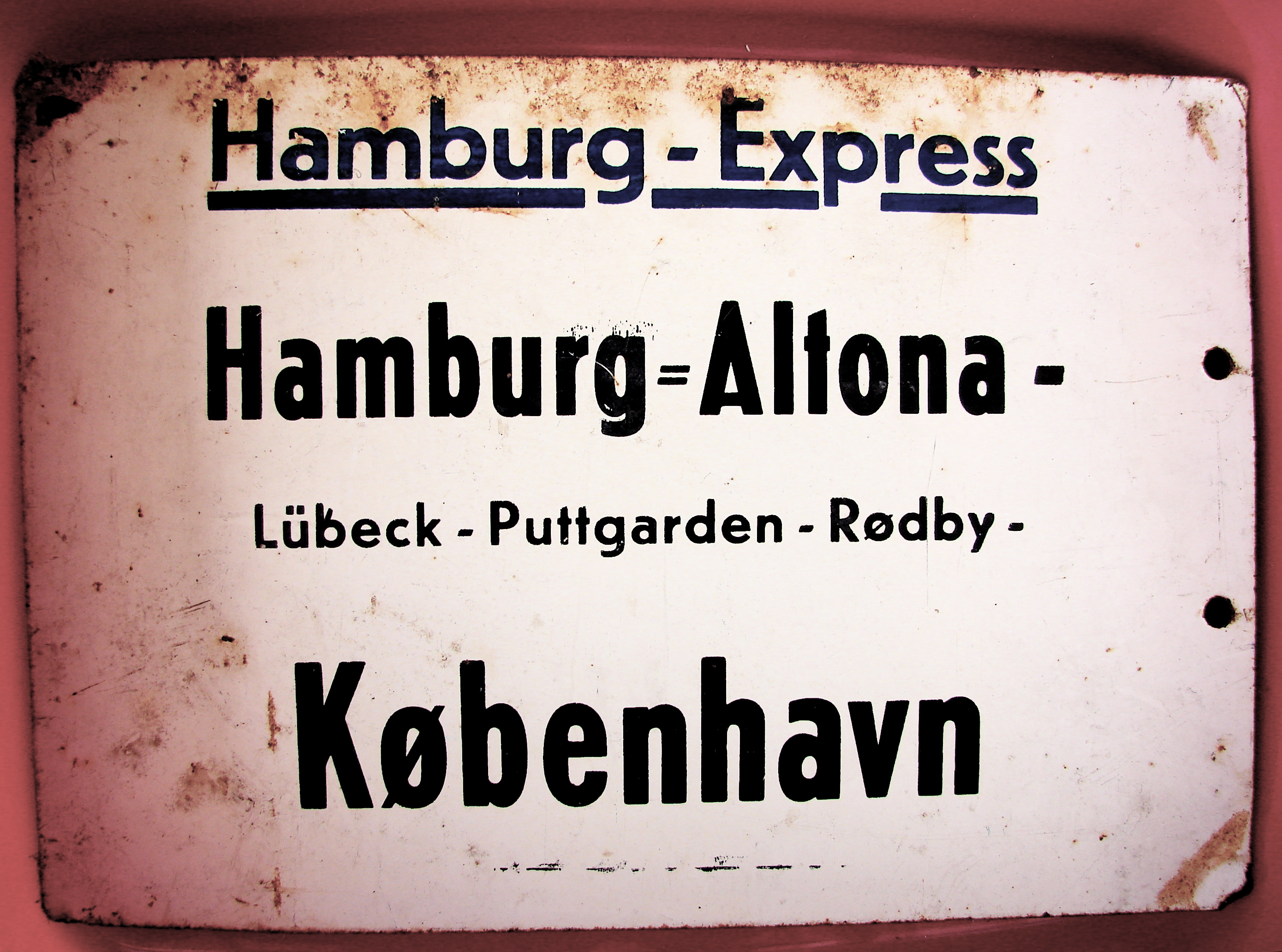
Doppelbindestrich im Bahnhofsnamen als Unterscheidung zum Streckenstrich